# Hilden

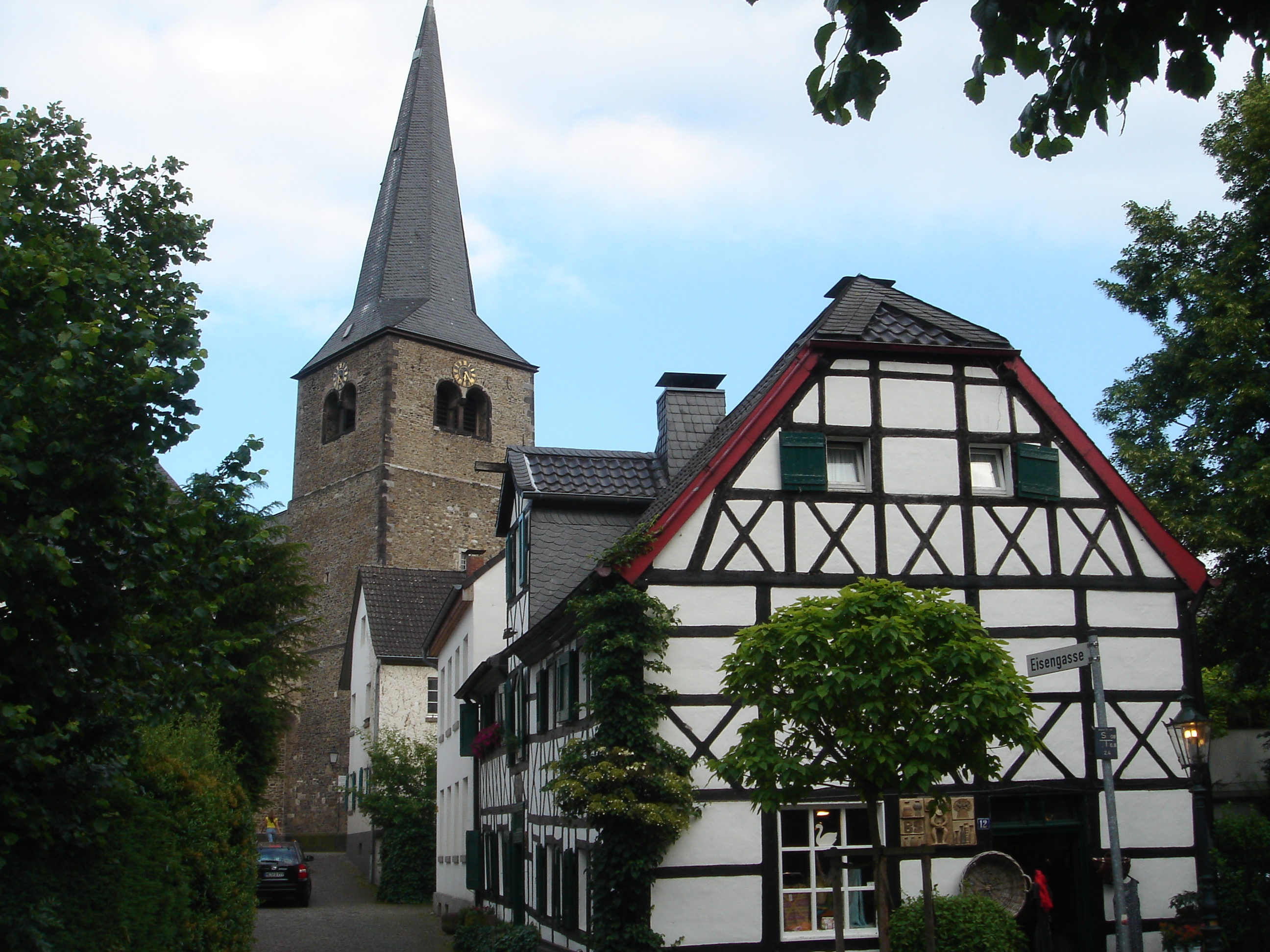
Eisengasse mit Reformationskirche und Kückeshaus: Hildens Siedlungskern ist teilweise erhalten.

Hilden ist eine mittlere kreisangehörige Stadt im nordrhein-westfälischen Kreis Mettmann. Die Stadt liegt zwischen den Großstädten Düsseldorf, Wuppertal und Solingen, im Übergangsbereich zwischen Rheinland und Bergischem Land.

## Geographie
Nachbarstädte:
| Düsseldorf-Unterbach | Erkrath-Hochdahl                            | Haan            |
| Düsseldorf-Hassels   | Kompassrose, die auf Nachbargemeinden zeigt | Solingen-Wald   |
| Düsseldorf-Benrath   | Langenfeld-Richrath                         | Solingen-Ohligs |

Hilden liegt westlich von Solingen und südöstlich der Landeshauptstadt Düsseldorf und ist mit rund 55.000 Einwohnern die viertgrößte Stadt im Kreis Mettmann. Das Stadtgebiet grenzt im Norden an Erkrath, im Nordosten an Haan, im Osten und Südosten an Solingen, im Süden an Langenfeld und im Westen an Düsseldorf. Der größte Teil der Stadt liegt auf einer Niederterrasse, die den Übergang vom Niederrhein in das Bergische Land markiert. Während der im Westen gelegene Bahnhof auf 48 Meter über Normalnull liegt, erheben sich die höchsten Punkte der Stadt, der Jaberg und der Sandberg, auf 107 bzw. 106 Meter. Beide liegen in der Hildener Heide, an der Grenze zu Haan. Durch das nach Osten ansteigende Relief ergeben sich Niederschlagsmengen, die mit über 800 mm pro Jahr bereits relativ hoch ausfallen.
Hilden hat ein in sich stark geschlossenes Stadtgebiet, das von Autobahnen umgeben ist. Frei- oder Grünflächen sind extrem knapp, Vororte oder eingemeindete Gebiete gibt es kaum. Hilden gehört daher zu den am dichtesten besiedelten Kommunen Deutschlands. Das größte unbebaute Gebiet ist der Hildener Stadtwald im Nordosten, nachdem die Giesenheide, eine der letzten großen Flächen im Hildener Norden, für die Bebauung freigegeben wurde. Da sich die Stadt sternförmig in die Haupthimmelsrichtungen ausgedehnt hat, sprechen die Hildener gemeinhin von Mitte, Nord, Süd, Ost und West, wenn sie ihre Wohngegenden benennen möchten. Die teilweise in Registern geführten landschaftlichen Bezeichnungen (Meide, Kleef, Karnap, Lehmkuhl, Kalstert, Trotzhilden etc.) waren nie mehr als Flurnamen oder Einzelhöfe der ehemaligen Honschaften: Sandhonschaft, Lehmhonschaft und Haanhonschaft. Sie werden daher meist nicht in der Bedeutung von Stadtteilen verwendet.

## Geschichte

### Vorgeschichte und Antike
In der späten Mittelsteinzeit (3000 v. Chr.) hielten sich im heutigen Stadtgebiet von Hilden erstmals Menschen auf. Mit Beginn der Jungsteinzeit siedelten erstmals Wanderbauern auf dem Hildener Stadtgebiet. Nach dem Abzug der Wanderbauern kamen Hirten und Bogenschützen mit ihren Herden nach Hilden. Am Ende der Jungsteinzeit gesellten sich Weidebauern zu den Hirten und Bogenschützen. Auf heutigem Hildener Stadtgebiet ließen sich Ackerbauern nieder. Sie entwickelten mit der ansässigen Bevölkerung eine Grabhügelkultur.
Die Träger der Grabhügelkultur waren Kelten. Von Bolthaus bis Schalbruch legten sie ein großes Grabhügelfeld an.
Die ersten Germanen erreichten den Raum Hilden etwa 400 v. Chr. Die keltisch-germanische Bevölkerung wanderte nach Belgien ab. Germanische Stämme aus Mitteldeutschland wanderten ein.
Die Römer erreichten den Rhein ca. 58 v. Chr. Das heutige Stadtgebiet von Hilden liegt im damaligen Gebiet der germanischen Sugambrer. Die Römer betrachteten das rechte Rheinufer als Niemandsland; hier durfte niemand wohnen. Es gibt daher keine Bodenfunde aus dieser Zeit.
Später ließen sich Hattuarier im heutigen Hildener Stadtgebiet nieder. Die Hattuarier schlossen mit ihren germanischen Nachbarn den Bund der Franken und griffen die Römer in Neuss an. Vorsorglich evakuierten sie die hiesige Bevölkerung. 388 kam es zu einem römischen Vorstoß von Neuss aus (über Hilden und Vohwinkel) in den Raum Hattingen. Die Römer mussten umkehren und wurden in der Rheinebene vernichtend geschlagen. Die Römer zogen ihre Rheinarmee ab; die Hattuarier stießen ins Linksrheinische vor. Der Raum Hilden blieb seit 388 zunächst unbesiedelt.

### Mittelalter
Das in Hattuarien gelegene heutige Stadtgebiet von Hilden war menschenleer und verwaldet. Als herrenloses Waldgebiet unterstand es dem Frankenkönig. Die Sachsen griffen Hattuarien an, wurden aber zurückgeschlagen. Die Franken richteten hier zwischen Rhein, Ruhr und Wupper eine zu Ripuarien gehörende Grafschaft ein, in der neueren Forschung „Duisburg-Kaiserswerther Grafschaft“ genannt.
Durch das heutige Hilden führten drei Altstraßen: der Mauspfad (von S nach N), die Strata Coloniensis (von W nach N) und die Kölnische Straße Trasse 5 (von W nach NO). An ihr lag die Weilersiedlung „Pungshaus“. Im Pungshaus wurde Holz, das vom Urdenbacher Holzhafen ins Bergische Land transportiert wurde, mit Punzen neu gekennzeichnet.
Karl der Große führte Kriege gegen die Sachsen. 804 wurde ein fränkisches Heer bei Neuss über den Rhein gesetzt. Es nahm den gleichen Weg, den die Römer 388 genommen hatten.
Zwei fränkische Klöster, Kaiserswerth und Werden, sicherten das Gebiet der späteren Stadt Hilden ab.
Bei der Reichsteilung von Verdun 843 fiel Ripuarien an Lothar I. (Lothringen). Dieses war in Grafschaften gegliedert. Das nach wie vor menschenleere Waldgebiet auf heutigem Stadtgebiet lag im Keldagau.
Eine Siedlungsspur aus dem 10. Jahrhundert ist heute noch in Form der Ringwallanlage Holterhöfchen an der Gartenstraße vorhanden. Nachdem Ende des 9. Jahrhunderts eine frühe Hofanlage durch Brand zerstört worden war, entstand die heute in Teilen noch sichtbare, mit Doppelwall und Doppelgraben gesicherte Hofanlage, die bis 1819 vom Mühlenbach, einem ehemaligen Seitenarm der Itter, umflossen wurde.
Bereits deutlich vor 1000 hatten die Erzbischöfe von Köln Grundbesitz im Gebiet von Hilden. Einer der zwölf Tafelhöfe des Erzbistums – ursprüngliche Reichs- oder Fronhöfe – in vorurkundlicher Zeit war der Ausgangsbesitz. Dieser umfasste neben dem Tafelhof weite Gebiete im Bereich von Hilden und Haan, die zu dieser Zeit noch überwiegend bewaldet waren.
Im 9. Jahrhundert wurde beim Herrenhof mit dem Bau einer ersten Kirche begonnen. Die erste bekannte urkundliche Erwähnung fand Hilden in einer Urkunde vom 3. Oktober 1074 durch den Kölner Erzbischof Anno II. In der Urkunde, deren Original sich im Historischen Archiv der Stadt Köln befindet, heißt es, Erzbischof Everger von Köln habe während seiner Amtszeit dem Kölner St.-Kunibert-Stift einen Zehnt aus dem Wald Hilden entzogen.
Everger amtierte von 985 bis 999. Unter Evergers Nachfolgern Heribert, Pilgrim und Hermann II. wurde die erzbischöfliche Grundherrschaft Hilden von 999 bis 1056 von einem „Meier“ verwaltet. Weil die Flur durch die Anlage von Lehngütern schon ausgebaut war, entstanden neue Güter beim Herrenhof. Dadurch entstand das Dorf „Hilden“.
1176 verpfändete der Erzbischof Philipp sowohl Hilden wie auch Elverfeld mit den zugehörigen Gebieten vorübergehend für 400 Mark an Graf Engelbert I. von Berg.
Hilden wird in frühen Urkunden 1074 „Heldein“, 1176 „Helethen“ und 1179 „Helede“ genannt. Man nimmt an, dass dem Namen das mittelniederdeutsche Wort „helde“ zugrunde liegt. Danach hieße Hilden „an der Halde“, „am Abhang“, „eine Rodung an der Lichtung am Walde“.
Die erste Nennung eines Ortsteils datiert auf 1336 als ehemaliger Ortsteil von Richrath „Udinghusen“ – heute Örkhaus in Hilden.
In der ersten Hälfte des 13. Jahrhunderts wurde am Ort der heutigen Reformationskirche die erste Kirche aus dem Frühmittelalter durch eine neue spätromanische Emporenkirche, Jacobikirche genannt, ersetzt. 1536 erhielt diese Kirche als Anbau eine Sakristei.
Daneben wurde 1530 an der Ecke Mittelstraße/Schulstraße das zum „Hohen Hof“ gehörende „Konradsgut“ gebaut. Das Ensemble „Hackenhof“ steht heute noch. In ihm werden tagsüber Obst und Gemüse und daneben Kleider verkauft, im Hinterhof befindet sich ein Weinlokal.
Der Adelssitz Haus Horst in Hilden, ursprünglich eine Wasserburg und Rittergut, wurde gegen Ende des 11. Jahrhunderts errichtet und gehörte wie die Ortschaft Hilden zusammen mit Haan über Jahrhunderte zum Einflussbereich des Kölner Erzstiftes.
1372 erhielt Ritter Craften von Elvervelde von Erzbischof Friedrich III. Höfe in Haan und Hilden mit den Gerechtsamen zum Lehen.
Neben dem Kölner Erzstift hatten auch die bergischen Grafen und Herzöge ab etwa 1257 einige Schutzvogtsrechte und Landbesitz in diesem Gebiet. Hauptlandesherr war aber der Kölner Erzbischof. In einer Urkunde vom 15. Mai 1265 verleihen beispielsweise die „Gräfin Margaretha von Berg und ihr Sohn Adolf“ drei Mark Rente aus der Herbstbede in Schöller an einen „Wilhelmen von Hilden“ zu Lehen.
Die Schutzvogtsrechte der Berger im Gebiet zwischen Schöller und Hilden führten über Jahrhunderte immer wieder zu Rechtsstreitigkeiten. Beispielsweise kam es 1386 zu einer Beschwerde vom Erzbischof Friedrich III. von Köln gegen Wilhelm I. Herzog von Berg. Die Beschwerde betraf „erhobene Schatzungen“ durch die Berger für die Bewohner von Hilden und Haan. Schriftlich einigte sich der Herzog mit dem Erzbischof diese Schatzungen wieder zu erstatten.
In diesem Zusammenhang wiesen die Schöffen von Hilden und Haan schriftlich darauf hin, dass der Erzbischof für „Grundherrlichkeit und nutzbarem Eigentum“ zuständig sei und die Berger dagegen die „Vogteischaft“ innehätten.
Erst 1802 endete diese Zuordnung zum Kölner Erzstift.
Während des Mittelalters blieb der Flecken abgesehen von den Streitigkeiten zwischen den Erzbischöfen und den Grafen von Berg jahrhundertelang unbedeutend. Im 13. Jahrhundert wurde die romanische Kirche (heute: Reformationskirche) errichtet, die gemessen an der damaligen Einwohnerzahl von wenigen Hundert eine beachtliche Größe erreichte. Der Bereich um die Kirche herum, einschließlich des Marktes, stellt den ältesten Siedlungskern dar.
Hilden und Haan waren die einzigen Gemeinden, die im Gegensatz zu allen umgebenden Gemeinden ab 1360 nicht dem Amt Monheim und dem Hauptgericht Kreuzberg (bei Kaiserswerth) hinsichtlich ihrer zuständigen Landgerichte unterstanden.

### Neuzeit

#### Reformation
Die Reformation in Hilden begann ab 1558 mit dem ersten evangelisch-lutherischen Pfarrer Johannes Osterpfort aus Wülfrath. Auch seine Nachfolger bekannten sich zu Martin Luther.
An die Anhänger Martin Luthers erinnern noch heute die Schwanenstraße und das „Haus zum Schwan“. Das Luthertum hatte sich im Bergischen zunächst durch den Prediger Adolf Clarenbach ausgebreitet. Während der Gegenreformation bekamen die bedrängten Evangelischen von der Bergischen Synode reformierte (calvinistische) Prediger zugewiesen. So begann 1592 der Übergang zur reformierten Lehre. Der damalige Landesherr wurde 1613 katholisch und setzte katholische Geistliche ein, die aber nicht angenommen wurden, das Gotteshaus blieb den Reformierten verschlossen. Der Dreißigjährige Krieg brachte die Wende. Ab 1650 kamen die Protestanten wieder in den Besitz ihrer Kirche und ihrer Häuser.
Heute liegen Protestanten und Katholiken zahlenmäßig nahezu gleichauf, was für das Rheinland ein relativ ungewöhnlicher Fall ist. Hier zeigten sich deutliche Einflüsse aus dem mehrheitlich protestantisch orientierten Bergischen Land, zu dem Hilden gleichwohl nur für kurze Zeit gehörte. Dies macht sich beispielsweise im völligen Fehlen typisch katholischer Objekte wie Bilderstöcke, Wegkreuze o. ä. im Stadtgebiet bemerkbar. Lediglich der Straßenname Hagelkreuzstraße weist auf das früher dort existierende Hagelkreuz hin. Die Gemeinde zog am Jakobustag durch die Heiligenstraße zum Hagelkreuz, um zu beten, dass die Felder von Hagelschlag verschont bleiben.

#### Unter Napoleon
Von 1806 bis 1813 bestand das Großherzogtum Berg unter französischer Herrschaft. Großherzog Joachim Murat regelte in einem Dekret vom 13. Oktober 1807 die kommunalen Zuständigkeiten in seinem Großherzogtum neu. Das vorherige Amt Monheim wurde durch den Kanton Richrath ersetzt. 1808 gehörte zu diesem Kanton als eine der vier Munizipalitäten auch Hilden zusammen mit Eller an.
Da Haan einer anderen Munizipalität zugeordnet wurde, endete zu diesem Zeitpunkt auch die Jahrhunderte dauernde Gemeinschaft von Haan und Hilden.

#### Unter den Preußen

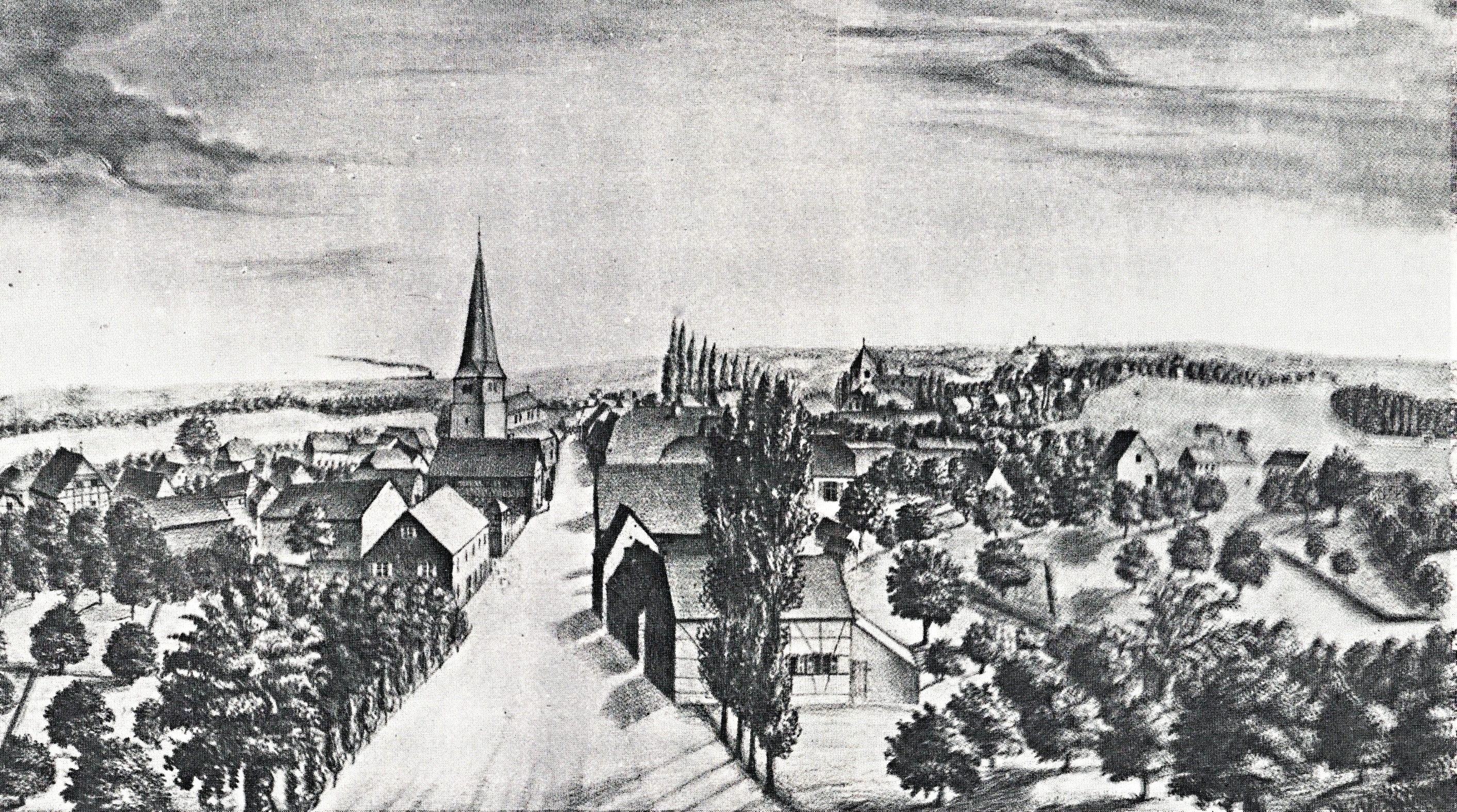
Das Dorf Hilden um 1840. Gesehen von Haus „Am Hagdorn“, Lithographie

Nach Ende der französischen Herrschaft wurde unter preußischer Verwaltung das Generalgouvernement Berg gebildet. Die französische Verwaltungsstruktur wurde aber beibehalten. Am 15. April 1814 wurde vom preußischen Generalgouverneur die Bildung der Bürgermeisterei Hilden verfügt, die aus den damaligen Kirchspielen Hilden und Eller bestand.
Als am 30. April 1815 die preußische Provinz Jülich-Kleve-Berg gebildet wurde, änderten sich diese kommunalen Verhältnisse nicht. Bis 1842 waren bei getrennten Verwaltungen die Bürgermeister der Bürgermeisterei Benrath in Personalunion auch die Bürgermeister der Bürgermeisterei Hilden. Nach Aufhebung der Personalunion der Bürgermeister von Benrath und Hilden wurde 1843 Eduard Freiherr von Wittenhorst-Sonsfeld, zuvor Bürgermeister von Burg an der Wupper, durch die Düsseldorfer Bezirksregierung zum Hildener Bürgermeister ernannt. Im Herbst 1845 schied er auf eigenen Wunsch aus dem Amt. Im Oktober 1846 ernannte die Bezirksregierung den damals 27-jährigen Hermann Clemens zum Hildener Bürgermeister. In dessen Amtszeit fiel die Bildung einer Bürgerwehr (1848). Die erste öffentliche Sitzung des Gemeinderates fand 1849 statt. Hilden hatte 1850 3600 Einwohner. Als später eine neue Gemeindeordnung zum ersten Mal die Wahl des Bürgermeisters durch den Gemeinderat vorschrieb, erhielt Clemens nicht mehr die Mehrheit der Stimmen. Er verließ den Ort und wurde anschließend zunächst Bürgermeister in Grimlinghausen (Neuss), dann in Issum. 1861 wurden Hilden und Eller selbständige Einzelgemeinden.

#### Hilden wird Stadt
Einen gewaltigen Schub an Einwohnern und wirtschaftlicher Bedeutung erhielt Hilden mit der Industrialisierung. Entlang der Itter, die Hilden durchzieht, siedelten sich schon früh Betriebe der Textilindustrie an. Die Handweber Hildens wanderten entweder aus oder begannen mit der Arbeit in der Gesellschaft für Baumwoll-Industrie an der Hochdahler Straße/Hummelster, bei der Seidenwarenfabrik Gressard und Companie am Fritz-Gressard-Platz mit seiner ausgegliederten Färberei Schlieper & Laag oder bei der Seidenweberei Kampf & Spindler in Hilden an der Klotzstraße. Später folgten Gerbereien und Lederindustrie und metallverarbeitende Betriebe: W. Bauermann & Söhne; Heimendahl & Keller; Maschinenfabrik Hilden; Röhrenwerk Coppel – Kronprinz – Mannesmann (Hilden) und Kirberg & Hüls. Schließlich kam auch die chemische Industrie mit Hermann Wiederhold Lackfabriken, die Schwerindustrie mit den Heizkörper-Gießereien und Röhrenwerke mit den Firmen: Hildener Gewerkschaft – Balcke, Tellering & Co. A.G. – Rheinische Stahlwerke, Abt. Röhrenwerk, Hilden – Deutsche Eisenwerke A. G. – Rheinstahl-Eisenwerk Hilden AG – Rheinische-Westfälische Eisen- und Stahlwerke AG Mülheim (Ruhr) – Rheinische Stahlwerke AG, Essen – Rheinstahl Eco GmbH – Rheinstahl-Bau- und Wärmetechnik, Wärmetechnik Hilden – Thyssen Schalker Verein GmbH, Werk Wärmetechnik – Vaillant und die Stahlrohrfertigung mit den Firmen: Phoenix-Rheinrohr AG – Stahl- und Röhrenwerk Reisholz GmbH – Mannesmannröhren-Werke AG hinzu. Der Aufschwung führte dazu, dass König Wilhelm von Preußen die Gemeinde Hilden am 18. November 1861 zur Stadt erhob. Die Gemeinde Eller wurde gleichzeitig von Hilden abgetrennt.
Die Tochter von Theodor Fliedner, Wilhelmine Fliedner, gründete 1861 in der Mittelstraße ein Mädcheninternat. Aus ihm ging später die Wilhelmine-Fliedner-Realschule und das Evangelische Schulzentrum Hilden an der Gerresheimer Straße hervor.
Im Oktober 1865 wählte die Stadtverordnetenversammlung Joseph Johann Pabst, zuvor Kreissekretär in Simmern, zum Bürgermeister. Nach Ablauf der 12-jährigen Amtszeit lehnte die Mehrheit des Stadtrats seine Wiederwahl ab. Pabst verließ Hilden und wurde 1878 Bürgermeister in Wankum. In seiner Amtszeit wurde das Schulwesen ausgebaut: 1870 wurde eine Höhere Knabenschule, die sogenannte Rektoratsschule Hilden, gegründet, außerdem wurden 1872/73 je eine evangelische (heute Wilhelm-Busch-Schule) und eine katholische Schule (heute Astrid-Lindgren-Schule) an der Richrather Straße errichtet.

#### Im Kaiserreich
1874 kaufte die Stadt ein Gebäude an der Mittelstraße zur Benutzung als Rathaus. Im gleichen Jahr erhielt Hilden einen Eisenbahnanschluss (Strecke Opladen–Düsseldorf). 1875 hatte Hilden 6800 Einwohner.
Im Oktober 1877 wurde Major a. D. Gustav Wachtel, vorher Bürgermeister von Dormagen, durch die Stadtverordnetenversammlung mit 11 von 18 Stimmen zum Bürgermeister von Hilden gewählt. Er wurde 1889 wiedergewählt, diesmal einstimmig. Er starb am 3. Dezember 1894 im Alter von 64 Jahren. Wachtel ist der einzige im Dienst verstorbene Hildener Bürgermeister.
1879 erhielt Hilden eine Außenstelle des Amtsgerichts Gerresheim.
1882 wurde der Neubau der St.-Jacobus-Kirche eingeweiht, der 1872 begonnen worden war. Das neue Gebäude trat an die Stelle der 1745 erbauten katholischen Kirche. Am 19. März 1890, dem Josefstag, wurde in katholischer Trägerschaft am Hagelkreuz das erste Hildener Krankenhaus, das St.-Josefs-Krankenhaus, eröffnet. 1891 wurde auch der Bau einer katholischen Schule an der Düsseldorfer Straße und einer evangelischen an der Walder Straße abgeschlossen.
1884 kaufte die Stadt Hilden das Gaswerk an der Kirchhofstraße. Bedeutend für die Infrastruktur war auch die Pflasterung der Mittelstraße im Jahr 1888. 1894 wurde die Eisenbahnstrecke Düsseldorf–Hilden–Solingen in Betrieb genommen.
Karl Wilhelm Heitland, zuvor Bürgermeister von Bergneustadt, trat nach einstimmiger Wahl am 28. Januar 1896 seinen Dienst in Hilden an. 1907 folgte seine einstimmige Wiederwahl. Im Februar 1920 legte er nach 24-jähriger Amtszeit, der längsten aller hauptamtlichen Hildener Bürgermeister (abgesehen von Bürgermeisterin Ellen Wiederhold, siehe unten), seine Amtsgeschäfte nieder.
1898/1899 gingen die Straßenbahnlinien nach Benrath, Ohligs und Vohwinkel in Betrieb. 1900 zog die Stadtverwaltung in ein großzügiges Rathaus um, und Hilden bekam sein Stadtwappen, das bis heute unverändert geblieben ist. Bei der Einweihungsfeier des Rathauses wurde im „Lied auf Hildens Industrie“ die wirtschaftliche Kraft der damals relevanten Industrie und Gewerbe besungen.
1902 erweiterte Hilden das Stadteigentum um den Stadtwald aufgrund einer testamentarischen Schenkung des Beigeordneten Lieven. 1910 folgte die Gründung einer Realschule in Hilden, aus der später das Helmholtz-Gymnasium hervorging.
1912 wurde in der Verbindungsstraße die Zuckerwarenfabrik Hildanus gegründet. Sie gehörte später zur Kanold GmbH. Sie stellte Malz- und Hartkaramellbonbons, Klümm(p)chen genannt, Husten- und Vitaminbonbons her.

#### Hilden unter alliierter Besatzung
Am Ende des Ersten Weltkriegs wurde Hilden von alliierten Truppen besetzt. 1918 kam es auch zur Bildung eines Arbeiter- und Soldatenrates. 1920 zählte Hilden 19.700 Einwohner.
Die rasante Industrialisierung führte zu verstärkter Zuwanderung, so dass sich neben dem alteingesessenen Bürgertum zunehmend ein breites industrielles Proletariat bildete. In den zwanziger Jahren, als Hilden auf über 20.000 Einwohner angewachsen war, zeigte sich eine Dreiteilung in gänzlich verschiedene und unversöhnlich gegenüberstehende politische Lager: Die Arbeiterklasse war kommunistisch geprägt und verschaffte der KPD regelmäßig Wahlergebnisse von über 30 Prozent. Ein weiteres Drittel wählte Zentrum, während das restliche Drittel in viele verschiedene Strömungen aufgespalten war. Die SPD wurde nach der Abspaltung der USPD im Ersten Weltkrieg bei den ersten Reichstagswahlen mit einem reichsweiten negativen Rekordergebnis bedacht und zur Ein-Prozent-Partei degradiert. Später pendelte sie sich zwischen acht und zehn Prozent ein. Erstaunlich hohe Ergebnisse erzielten rechtsliberale Splittergruppierungen, wie zum Beispiel die Wirtschaftspartei.
Im Mai 1920 trat der durch die Stadtverordnetenversammlung gewählte Erich Lerch, zuvor Beigeordneter in Oberhausen, sein Amt als Hildener Bürgermeister an. Ende 1931 wurde er für weitere zwölf Jahre wiedergewählt. Während seiner Amtszeit wurde 1923 die Helmholtz-Realschule in eine Oberrealschule umgewandelt, aus der später das Helmholtz-Gymnasium Hilden wurde. 1926 ging auch in Hilden die alliierte Besatzung zu Ende. 1927 wurde ein Heimatmuseum eingerichtet.

### Zeit des Nationalsozialismus
Die Arbeiterbewegung war in Hilden wegen der industriellen Struktur Hildens relativ stark. Während der Weltwirtschaftskrise spitzte sich das politische Klima zu. Sozialdemokraten und Kommunisten wurden von der NSDAP und ihren Schlägerbanden SA und SS brachial bekämpft. Die NSDAP erhielt zwar deutlich geringere Stimmenanteile als im Reichsdurchschnitt, erstarkte aber zunehmend in Hilden. Die SA lieferte sich regelmäßig Straßen- und Saalschlachten mit den kommunistischen Gruppierungen. Auch die Sozialdemokraten gründeten eine Kampforganisation, das Reichsbanner Schwarz-Rot-Gold, um sich gegen die Nazis zur Wehr zu setzen. Es gab „Blutsonntage“ mit regelmäßigen Verletzten und selbst Toten auf allen Seiten und auch unter den Polizeikräften.
Nach der nationalsozialistischen Machtergreifung ließ sich der erst zwei Jahre zuvor auf 12 Jahre wiedergewählte Bürgermeister Erich Lerch zum 1. November 1933 auf eigenen Wunsch in den Ruhestand versetzen. Der Nationalsozialist Walter Schomburg – vorher Bürgermeister in Radevormwald und seit April 1933 im einstweiligen Ruhestand – wurde daraufhin durch die Bezirksregierung zunächst kommissarisch und im Februar 1934 endgültig als Bürgermeister in Hilden eingesetzt.
Nach der Machtergreifung eskalierten die Aktionen der SA-Trupps in Hilden. SA und SS wurden zur Hilfspolizei ernannt. Die Nazis schafften alle demokratischen Einrichtungen ab. Die Ratsmitglieder wurden entmachtet, Beamte entlassen und alle Parteien verboten. Zugleich mit der Machtergreifung begann die Verfolgung der jüdischen Minderheit. Alle städtischen Mitarbeiter, Beamten und Angestellten jüdischer Herkunft wurden entlassen. Jüdische Geschäfte wurden boykottiert. Jüdische Ärzte durften nicht mehr praktizieren. Die wirtschaftliche Existenz der ganzen Gruppe der Juden sollte beseitigt werden. In der Reichspogromnacht vom 9. November 1938 betrieb die SA gezielte Jagd auf Juden. Während im gesamten Reich etwa 400 Opfer ermordet wurden, starben allein in Hilden – damals 21.658 Einwohner – sieben Menschen an den Folgen der Pogromnacht.
Alle jüdischen Männer wurden für einige Zeit in das KZ Sachsenhausen gebracht. Sie wurden im Allgemeinen freigelassen, wenn sie Auswanderungspapiere vorweisen konnten. Die Juden wurden zur Emigration gezwungen oder ab 1942 in die Vernichtungslager im Osten deportiert und dort ermordet. Erst Ende der 1970er Jahre fingen Lokalhistoriker an, sich mit der Judenverfolgung zu befassen.
Der in Hilden aufgewachsene Schriftsteller Manfred Franke verarbeitete die Geschehnisse des 9. November 1938 in seinem Roman „Mordverläufe“.
Erst in den achtziger Jahren ließ der Stadtrat im Stadtpark einen Gedenkstein für die Opfer des 9. November errichten.
2004 begann der Künstler Gunter Demnig in Hilden mit der Verlegung von Stolpersteinen zum Gedenken an die Hildener Opfer der NS-Diktatur. Bis 2018 wurden 48 Stolpersteine in Hilden verlegt. Diese berichten von Hildenern, die in die im benachbarten Mettmann gelegene Koburg verschleppt und dort von Nationalsozialisten gefoltert und ermordet wurden.
Während des Zweiten Weltkriegs lebten 3727 Zwangsarbeiter und 648 Kriegsgefangene in der Stadt Hilden. Davon bildeten die Russen mit 1910 Zwangsarbeitern und 282 Kriegsgefangenen die größte Gruppe. Am 13. Dezember 2000 beschloss der Rat der Stadt, über die gesetzliche Regelung zur Entschädigung von Zwangsarbeitern hinaus, die Bereitstellung von 100.000 DM als humanitäre Hilfe für ehemalige Zwangsarbeiter sowie 10.000 DM zur wissenschaftlichen Aufarbeitung zum Thema „Zwangsarbeit in Hilden“.
Auch in Hilden kam es zum Kirchenkampf, der 1934 zur Spaltung der evangelischen Gemeinde in Deutsche Christen und Bekennende Kirche führte. Die neue Gemeinde der Bekennenden Kirche mietete eine frühere Schreinerei im Anbau des Hauses Ellerstraße 8 an und schuf dort eine Notkirche mit 250 Sitzplätzen. Der spätere Präses der evangelischen Kirche im Rheinland, Joachim Beckmann, weihte dieses „bescheidene Kirchlein“ am 17. Januar 1937 ein. Dieser Zustand der Trennung dauerte bis zur Einführung neuer Pfarrer am 25. August 1947.
Ab 1940 erlebte Hilden, das im Mai 1939 22.774 Einwohner zählte, 42 Mal Bombenwürfe über dem Stadtgebiet, wobei 46 Zivilisten den Tod fanden.
Hilden blieb im Zweiten Weltkrieg von größeren Schäden weitgehend verschont. 17 Häuser wurden vollständig zerstört und 682 unterschiedlich schwer beschädigt.
Insgesamt wurden in Hilden 226 Wohnungen völlig zerstört, was einem Zerstörungsgrad von 3,3 % entspricht.
Abgefahren wurden insgesamt 9 500 m³ Trümmerschutt.
Gegen Ende des Zweiten Weltkriegs hatten sich Reste des Generalstabs der Heeresgruppe B unter Generalfeldmarschall Walter Model und seinem Stabschef Generalmajor Carl Wagener auf das Waldgebiet gegenüber der Waldkaserne zurückgezogen. Als sich der Ruhrkessel immer weiter zuzog, befahl Model, die Heeresgruppe aufzulösen. Mit dem Fall von Hilden war der Ruhrkessel geschlossen. Als sich im Mai 1945 der Ruhrkessel zusammenzog, bemühten sich der Industrielle und Ratsmitglied Walter Wiederhold, der Ortsgruppenleiter der NSDAP Heinrich Thiele und Bürgermeister Walter Schomburg, die Stadt kampflos zu übergeben. Am 16. April 1945 wurde Hilden von amerikanischen Truppen der 13. Panzerdivision (13th Armored Division, Black Cat Division) besetzt, die dann mit der Waldkaserne als Basis weiter in Richtung Düsseldorf vorrückten.
Die Einnahme Hildens verlief nicht kampflos: Auf dem Hildener Hauptfriedhof sind noch 28 Gräber von jungen Menschen, die am 16. April 1945 im Süden an der Richrather Straße/Salzmannweg und im Norden in der Meide noch sinnlosen Widerstand leisteten.
Opfer des Nationalsozialismus und des Zweiten Weltkrieges:
921 Hildener Kriegsgefallene; 11 durch Misshandlung in der Pogromnacht; 67 bis 1991 vermisste Hildener und 7 vermisste Auswärtige; 51 verstorbene Fremdarbeiter und 18 verstorbene Kriegsgefangene; 26 in Hilden gefallene auswärtige Soldaten.
Am 23. April 1945 enthob die amerikanische Besatzungsbehörde Bürgermeister Schomburg seines Amtes und bestellte am 27. April 1945 den Wirtschaftstreuhänder Hermann Sayn zum Bürgermeister.
Am 22. Mai 1945 wurden die NS-Straßenschilder am Hagelkreuz wieder rückgängig gemacht.
In der Zeit von 1933 bis 1945 sind Bauvorhaben verwirklicht worden:
Das erste eigenständige Sparkassengebäude wurde 1935 an der Mittelstraße / Ecke Bismarckstraße errichtet. Am 21. Mai 1936 erfolgte die Eröffnung des 25 Kilometer langen Autobahnteilstücks zwischen Köln-Mülheim und Hilden. Die Städtische Obdachlosenunterkunft Gesolei Richrather Straße 255–257, (Ecke Lehmkuhler Weg) wurde 1936 eingeweiht. 1937 wurde die Hildener Waldkaserne als Flak-Kaserne eröffnet.
Nach der Grundsteinlegung am 22. November 1936 wurde am 7. September 1937 die katholische Pfarrkirche St. Konrad im Hildener Süden geweiht.
1938 wurde an der Walder Straße der Neubau des St.-Josefs-Krankenhauses abgeschlossen, das heute zur Kplus Gruppe gehört.
Am 20. April 1939 wurde das von Helmut Hentrich gebaute Jugendhaus auf der Schulstraße 44 als Hitlerjugend-Heim von Bürgermeister Schomburg und Ortsgruppenleiter Thiele eröffnet. Nach dem Krieg war es Unterkunft für alliierte Truppen, Flüchtlingsheim, Feuerwehrschule, Jugendherberge, Jugendtreff und Begegnungsstätte der Pfadfinder. Heute spielen die Kinder der städtischen Kindertagesstätte „Mäusenest“ darinnen. Der Kinderschutzbund berät dort und betreibt die Kinderkleiderkammer. Schulkinder werden in der offenen Ganztagsschule (OGS) versorgt und betreut.
Die Feuerwehr bekam 1938 ein neues Übungsgelände an der Schützenstraße, wo auch ein neuer Steigerturm errichtet wurde.
Anlässlich seines 50. Arbeitsjubiläums ließ der Textilunternehmer Paul Spindler (1872–1949) im Mai 1939 die Bronzestatue „Betriebstreue“ der Berta Bruchhausen durch Emil Jungblut erstellen. Sie steht heute in der Straße „Am Rathaus“.

### Nachkriegszeit 1945–1959
Gemäß der Teilung Deutschlands in vier alliierte Besatzungszonen fiel Hilden der britischen Zone zu. Am 15. Juni 1945 zogen die Amerikaner ab und übergaben die Stadt an die Einheiten der britischen Rheinarmee (BAOR). Die britische Garnison wurde ebenfalls in der Waldkaserne untergebracht. Außerdem wurden für die britischen Einheiten und deren Familien eigens mehrere Siedlungen errichtet.
Das Verhältnis der Hildener zur englischen Besatzungsmacht war im Großen und Ganzen gut, zumal mit der Aufnahme der BRD in die NATO aus den anfänglichen Besatzern Verbündete wurden, mit denen sich dann auch freundschaftliche Beziehungen entwickelten. 1951 wurde das Waldschwimmbad durch die Besatzungsmacht freigegeben. Besonders schätzten die Hildener in den 1960er Jahren die Teilnahme eines englischen Musikkorps an den Karnevalsumzügen. Im März 1968 verließ die letzte britische Einheit die Hildener Kaserne, die darauf von der Bundeswehr übernommen wurde.
Bereits wenige Monate nach Kriegsende – im September/Oktober 1945 – kam es zur Gründung bzw. Neugründung politischer Parteien. Im Februar 1946 setzte die britische Militärregierung eine Stadtvertretung ein. Am 15. Februar 1946 wurde der Kaufmann Otto Goldhorn (CDU) von der durch die Militärregierung eingesetzten Stadtvertretung zum ersten ehrenamtlichen Bürgermeister gewählt, Hermann Sayn wechselte vom Bürgermeisteramt in das neugeschaffene Amt eines Stadtdirektors. Am 15. September 1946 fand die erste freie Kommunalwahl nach dem Kriege statt, bei der Otto Goldhorn in seinem Amt bestätigt wurde. Am 6. Dezember 1946 trat eine neue Gemeindeverfassung in Kraft, die auch für Hilden bestimmend wurde.
Im August 1948 legte Goldhorn sein Amt aus beruflichen Gründen nieder. Nach dem Amtsverzicht seines Vorgängers wurde der Handelsvertreter Franz Klems (CDU) am 14. August 1948 durch die Stadtvertretung zum Bürgermeister gewählt, er übte dieses Amt jedoch nur knapp zwei Monate aus bis zu den Kommunalwahlen im Oktober 1948.
Im Hungerwinter 1946/47 fand am 1. April 1947 eine Protestkundgebung gegen die schlechte Versorgungslage statt. Im Oktober 1947 wurden sechs Hildener Firmen für die Demontage-Liste benannt.
Nach der Kommunalwahl im Oktober 1948, der zweiten nach dem Kriege, wurde der Sparkassendirektor i. R. Otto Köster (CDU) vom Rat der Stadt zum Bürgermeister gewählt. Er wurde im Dezember 1950 und im November 1951 wiedergewählt.
Das erste Kino, das spätere Gloria an der Mittelstraße 37, wurde 1910 eröffnet, 1919 folgte das spätere Alhambra an der Gabelung und schließlich 1951 das Corso, heute Lux-Lichtspiele, an der Benrather Straße 20. Alhambra und Gloria wurden in den 1970er Jahren nacheinander geschlossen. Nur die Lux-Lichtspiele existieren noch.
Nach den schweren Zeiten wollten die Menschen wieder lachen und fröhlich sein und vor allem, wieder Karneval feiern. 1951 regte sich der „Bazillus Carnevalitis“ auch in Hilden. Um alle Karnevalsvereine nun aber unter „einen Hut“ zu bringen, bildete sich erst mal ein vorläufiger Arbeitsausschuss, dessen Vorsitz Fritz Grimm übernahm. Daraus ging das Carnevals Comitee Hilden e. V. (CCH) hervor.
Im Oktober 1952 wurde der erste Fernsehempfang in Hilden ermöglicht und machte dem Kino zunehmend Konkurrenz.
Am 21. November 1952 wurde Robert Gies (SPD) durch den Rat der Stadt zum Bürgermeister gewählt. Schon 1933 hatte Gies dem Stadtrat angehört und war damals von Nationalsozialisten schwer misshandelt worden. Als Bürgermeister wurde Gies mehrfach wiedergewählt. Bei der Wahl im November 1969 unterlag er jedoch knapp gegen Ellen Wiederhold (CDU).
Am 7. Februar 1956 gründete Hilden zusammen mit den anderen Anrainerstädten Düsseldorf und Erkrath den Zweckverband Erholungsgebiet Unterbacher See.
Dem politischen Gewicht der Flüchtlinge und Aussiedler aus Schlesien in der rheinischen Stadt Hilden entsprach die Übernahme einer Patenschaft über den Kreis Wohlau im Jahre 1957. Die nach Hilden übergesiedelten Wohlauer trafen sich in den „Wohlauer Stuben“ im Haus auf der Bech, wo sich heute das Jugendamt der Stadt Hilden befindet.

### Geschichte 1960–1999
1961/62 wurde der Betrieb der historischen Straßenbahn (siehe unten) eingestellt und, zunächst auf gleichen Linienwegen, als Busbetrieb weitergeführt.
1967 ist die Sporthalle an der Schützenstraße gebaut worden. 2012 bekam der Sportplatz an der Schützenstraße einen Kunstrasen. Sie wird von der „Stadt Hilden Beteiligungsgesellschaft“ (SHB) betrieben.
Der Bevölkerungszunahme gemäß wurden 1966 und 1968 neue Friedhöfe im Süden und Norden der Stadt angelegt.
Hilden gewann an kommunaler Bedeutung durch die Eröffnung des „Instituts für öffentliche Verwaltung“ am Kolksbruch im Jahre 1968.
Nach Abzug der britischen Streitkräfte aus Hilden sollte die 1968 vereinbarte Partnerschaft mit der englischen Stadt Warrington das freundschaftliche Verhältnis zu Großbritannien fördern. Die britische Einheit hält die Erinnerung an ihre Zeit in Hilden auf der Website der britischen Rheinarmee mit Fotos und zahlreichen Informationen wach (siehe auch den Wiki-Artikel Waldkaserne).
Am 29. November 1969 wählte der Rat der Stadt die Fabrikantin Ellen Wiederhold (CDU) zur Bürgermeisterin. In der Folgezeit wurde sie noch viermal für eine weitere Amtszeit wiedergewählt. Nach ihrem Ausscheiden aus dem Amt, das sie 25 Jahre hindurch versehen hatte und damit länger als alle früheren haupt- und ehrenamtlichen Hildener Bürgermeister, wurde ihr wegen ihrer großen Verdienste um die Stadt im November 1994 das Ehrenbürgerrecht verliehen. Sie starb am 4. September 1995. Während ihrer Amtszeit erfuhr Hilden einen bedeutenden Entwicklungsschub: wichtige Umstrukturierungen und Fördermaßnahmen für Wirtschaft und Kultur wurden vorgenommen.
1970 wurde die Itter-Regulierung auf dem Hildener Gebiet zum Abschluss gebracht.
Am 10. Februar 1971 genehmigte der Rat die Gründung der Musikschule Hilden
1971 gründete sich die Sozialpädagogische Einrichtung „Mühle“, die sich vor allem um Kinder kümmert.
1973 erhielt die Stadt-Sparkasse einen Neubau auf der Mittelstraße.

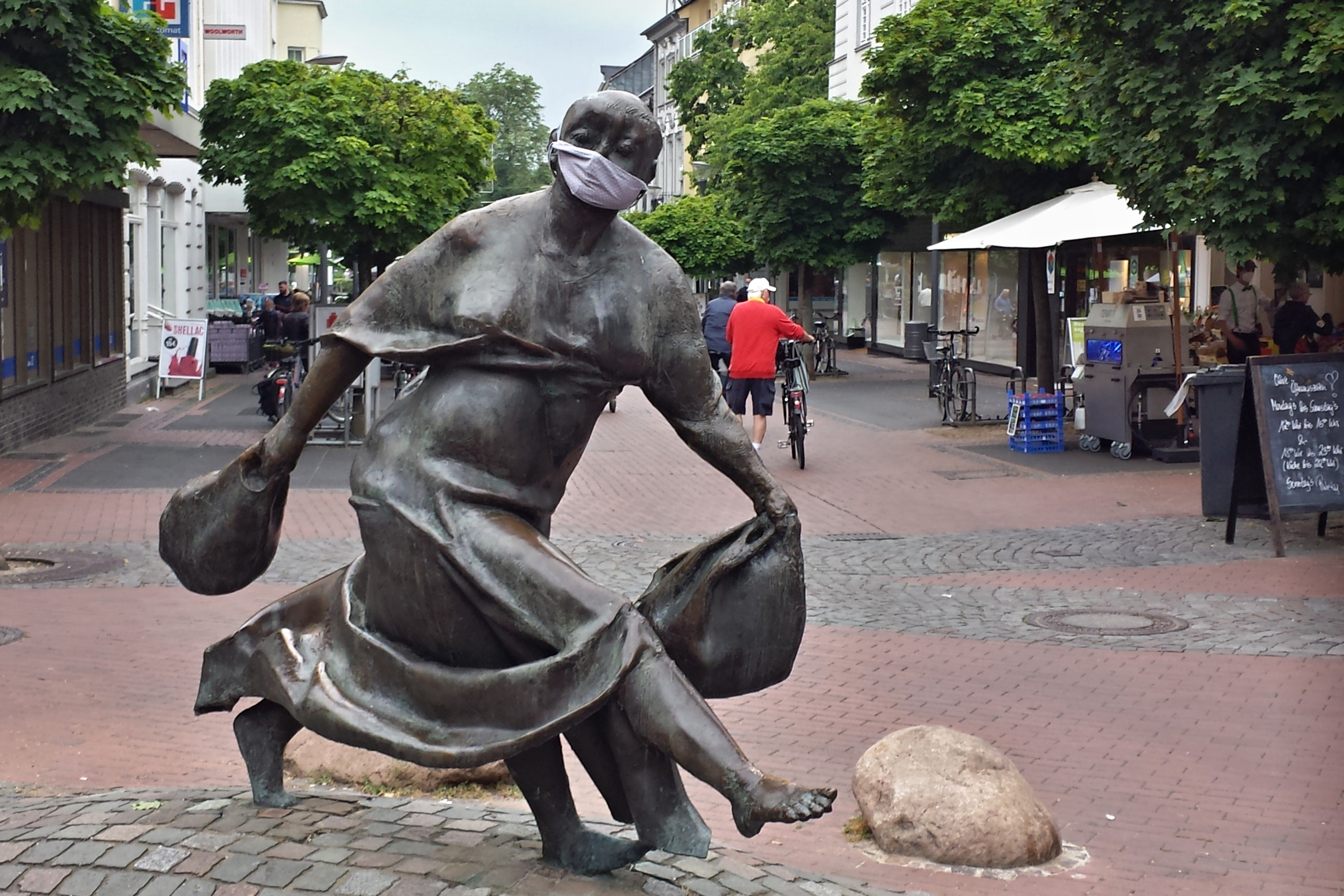
Eilige Einkäuferin mit Covid-19-Maske in der 1987 fertiggestellten Fußgängerzone

Ebenfalls 1973 zog das Helmholtz-Gymnasium Hilden in das Schulzentrum Holterhöfchen um, wo sich bereits je eine Haupt-, Real- und Berufsschule befanden. 1976 bildeten die Städte Hilden und Haan den Volkshochschulzweckverband Hilden-Haan.
Im Hildener Stadtwald wurde 1977 der „Trimm-dich-Pfad“ eröffnet.
Am 16. September 1978 eröffnete die vom Hildener Architekten Hans Strizewski (* 12. Oktober 1928 in Düsseldorf; † 13. März 2022 in Hilden) gebaute Stadthalle (20 Mill. DM) im Stadtpark. Mit ihrem 1500 m² großen Saal und ihrer in den Boden absenkbaren Trennwand zur Abtrennung eines 1000 m² Foyers ist sie eine Multifunktionshalle. Heute finden dort Theateraufführungen, Messen und Spielzeugmärkte, Kabarett-, Musik-, Tanz- und Karnevalsveranstaltungen, und seit 1981 die UNICEF-Gala statt. Nachdem die Stadthalle zuvor in privater Hand war, hat im Jahr 2020 die Stadt wieder den Betrieb der Halle am Fritz-Gressard-Platz übernommen und das Haus unters Dach der Stadt Hilden Holding GmbH überführt.
1984 erfolgte die Gründung der Capio Klinik im Park. Zur Capio Klinik im Park in der Hagelkreuzstraße zählen das Venenzentrum Nordrhein-Westfalen, ein Laserzentrum und ein medizinisches Versorgungszentrum (MVZ).
1986 fand die Einweihung der Bezirkssportanlage am Bandsbusch statt.
In der Silvesternacht 1988/89 brannte das städtische Hallenbad an der Heiligenstraße aus, der erste Notruf ging um 2:08 Uhr ein. Das Bad sollte zunächst saniert werden, doch letztlich wurde es im November 1990 abgerissen. Auf dem ehemaligen zentralgelegenes Gelände des Hallenbades wurden Mehrfamilienhäuser gebaut. Im Mai 1990 entschied die Politik, ein neues Hallenbad für 25 Millionen Mark plus zwei Millionen für die Außenanlage an der Grünstraße zu bauen. Bei der Namensfindung konnten sich die Bürger beim Namenswettbewerb beteiligen. So waren unter anderem „Aquatreff Hilden“, „Hildanus-Bad“, „Itterbad Hilden“ und „Platsch! Hallenbad Grünstraße“ als Bezeichnung des neuen Bades unter den Vorschlägen. Das „Hildorado“ eröffnete schließlich am 11. September 1993.
Am 17. September 1989 wurden das Wilhelm-Fabry-Museum und das Museum der „Historischen Kornbrennerei“ eröffnet.
1990 im Zeichen der politischen Wende in Osteuropa wurde ein Partnerschaftsabkommen mit der tschechischen Stadt Nové Město abgeschlossen. Drei Jahre später 1993 erfolgte die Einweihung des seitdem als Marktplatz dienenden Nové-Město-Platzes.
Im November 1994 wurde Günter Scheib zum Nachfolger von Ellen Wiederhold gewählt. Er war der letzte ehrenamtliche Bürgermeister Hildens. Sein Amt als SPD-Ortsvereinsvorsitzender legte er nieder, um ein „vertrauensvoller Ansprechpartner für alle Bürger zu sein“, sagte er damals. Am 26. September 1999 wurde er – diesmal als erster hauptamtlicher Bürgermeister Hildens – wiedergewählt. Am 26. September 2004 erfolgte seine Wiederwahl.

### Jüngste Vergangenheit von 2000 bis zur Gegenwart
Am 29. April 2001 wurde die Emir-Sultan-Moschee an der Otto-Hahn-Straße eingeweiht.
Am 27. März 2002 wurde das neue Service-Center der Deutschen Post an der Robert-Gies-Straße eröffnet. Am 9. April 2002 folgte die Gründung „Sport- und Kulturstiftung der Stadt Hilden“. Am 4. September des Jahres beschloss der Rat der Stadt Hilden einstimmig den Zusammenschluss der Stadt-Sparkasse Hilden mit den Sparkassen in Ratingen und Velbert zu einem Zweckverband unter dem Namen Sparkasse Hilden-Ratingen-Velbert (kurz: Sparkasse HRV). Das fusionierte Institut nahm am 1. Januar 2003 seinen Betrieb auf.
Im August 2003 fand die Präsentation der achtteiligen Tapisserie „1000 Jahre Hilden – Wege durch die Zeit“ von Katharina Gun Oehlert im neuen Ratssaal des Bürgerhauses statt.
Am 8. November 2003 wurde das Jugendzentrum „Area 51“ eingeweiht. Am 22. Januar 2005 fand im „Area 51“ eine Eröffnungsparty zum Jugendkulturjahr 2005 statt. Der Jugendtreff ist zur Zeit geschlossen und die Verwaltung sucht neue Veranstaltungskonzepte.

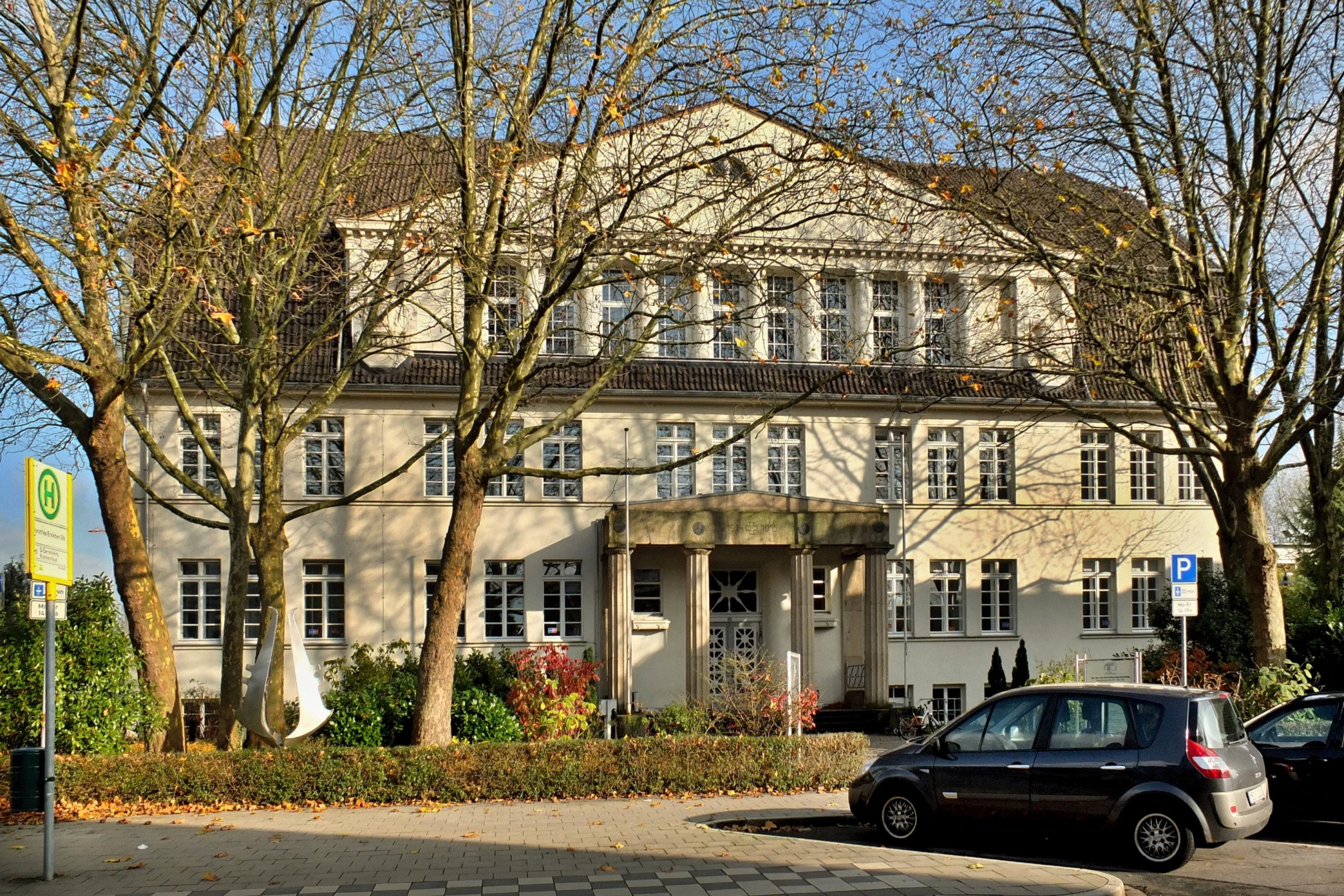
Weiterbildungszentrum Gerresheimer Straße 20

Am 6. November 2004 fand die Einweihung des Kultur- und Weiterbildungszentrums „Altes Helmholtz“ statt, das die Musikschule, die VHS Hilden-Haan, das Stadtarchiv, den Stadtverband der Musiker und Sänger, die Freizeitgemeinschaft Behinderte und Nichtbehinderte sowie die Jugendkunstschule KuKuK umfasst.
Es folgten die Eröffnung des Sport- und Vereinszentrums „HAT Fit“ am 15. Januar 2005 und im Jahr darauf am 29. Mai 2006 die Einweihung der neuen Tribüne auf der Bezirkssportanlage.
Am 11. November 2006 fand die Vorstellung des neuen Pflegezentrums (Hummelsterstraße) des Seniorenzentrums Hilden statt.
Nach 14 Jahren erstrahlte 2006 zur Weihnachtszeit das „Weihnachtshaus“ mit zuletzt 160.000 Glühbirnen und zwei Glühweinständen zum letzten Mal. Mehr als 200.000 Besucher pro Jahr lockte es am Schluss an.
Seit 2006 spielen deutsche und internationale Jazzsolisten improvisierten Jazz am Montagabend im Blue Monday im Club-Keller des Hotels am Stadtpark.
Am 24. September 2008 unterzeichnete Bürgermeister Scheib zusammen mit dem Vorstandsvorsitzenden der Düsseldorfer Stadtwerke Markus F. Schmidt den Kaufvertrag für 49,9 % der Stadtwerke Hilden GmbH an die Stadtwerke Düsseldorf.
In der Amtszeit von Bürgermeister Scheib erhielt die Integrationspolitik der Stadt Hilden neue Impulse. So erstellte das Amt für Soziales und Integration der Stadt Hilden eine Studie unter dem Titel „Integration ist machbar! Strategiekonzept“.
Am 21. November 2008 richtete das Sturmtief „Irmela“ auch in Hilden Schäden an. Unter anderem riss eine Sturmböe ein komplettes Dach ab und schleuderte es 50 m weit auf das Dach eines Supermarktes an der Beethovenstraße. Der Supermarkt und die beiden gegenüberliegenden Grundschulen (Adolf-Reichwein-Schule und Adolf-Kolping-Schule) mussten evakuiert werden.
Nach zweieinhalb Jahren Sanierung wurde das alte Bahnhofsgebäude an der Bahnhofsallee am 25. Juni 2009 wieder eröffnet.
Mit dem ersten Spatenstich begannen am 7. August 2009 an der Walder Straße die Bauarbeiten für das zweite Facharzt-Zentrum, das den Namen „Mediplus“ trägt. Das Warenhaus Hertie an der Mittelstraße schloss am 8. August 2009 seine Pforten. Es war unter den Firmierungen Central und Karstadt lange Zeit das bedeutendste Kaufhaus in der Innenstadt.
Nach Abriss des Stahlbaus der Sparkasse von 1973 wurde am 18. September 2009 in der Mittelstraße 44 an gleicher Stelle der Grundstein für den Sparkassen-Neubau der heutigen Sparkasse „Hilden-Ratingen-Velbert“ (HRV) gelegt.
In der konstituierenden Ratssitzung am 28. Oktober 2009 leistete der neue Bürgermeister Horst Thiele (SPD) den Amtseid. Hierdurch endete gleichzeitig die Amtszeit des vorherigen Bürgermeisters Günter Scheib. Rudolf Joseph (FDP) wurde 1. stellv. Bürgermeister, Norbert Schreier (CDU) 2. stellv. Bürgermeister.
Der „Stadtmarketing-Hilden-Preis“ für Unternehmen, Vereine, Organisationen oder Persönlichkeiten, die sich besonders um die Itterstadt verdient gemacht haben, ging am 6. November 2009 an die Bäckerei Roland Schüren und an das Sinfonische Blasorchester (SBH) der Musikschule Hilden unter Leitung von Thomas Volkenstein. Mit einem Sonderpreis Jazz wurden Helmut Stein (QQTec) sowie Peter Baumgärtner und Uwe Muth (Hildener Jazztage) geehrt.
Die Albert-Schweitzer-Hauptschule im Hildener Süden schloss 2009. Auf dem Grundstück entsteht eine neue Siedlung aus Reihen- und Mehrfamilienhäusern. Künftig sollen hier Familien, Paare und Singles, Jung und Alt in einer Mehrgenerationensiedlung in bester Lage gemeinsam wohnen. Weil die Gebäude der ehemaligen Albert-Schweitzer-Schule zwischen August 2015 und 2016 unter Regie der Johanniter und der Evangelischen Kirche als Notunterkunft des Landes Nordrhein-Westfalen für Flüchtlinge und Asylbegehrende genutzt wurden, verzögerte sich das Bauvorhaben. Die ersten zwei Wohnkomplexe entlang der Kunibertstraße sind 2024 bezogen worden.
Anlässlich des 450. Geburtstags von Wilhelm Fabry am 25. Juni 2010 (* 1560) beging die Stadt Hilden ein „Fabry-Jahr“: Über das ganze Jahr verteilt fanden ca. 140 Veranstaltungen rund um Fabry, seine Zeit, Medizingeschichte und Gesundheit statt. Den Höhepunkt bildete ein großer Festumzug.
Am 30. September 2010 taufte Bürgermeister Thiele den ersten von 84 neuen S1-Zügen des Verkehrsverbunds Rhein-Ruhr (VRR).(Näheres zum S-Bahn-Verkehr in Hilden siehe Verkehr).
Die Hauptstelle der Sparkasse „Hilden-Ratingen-Velbert“ (HRV) eröffnete am 31. Januar 2011 in ihrem Neubau Mittelstraße 44/Ecke Bismarckstraße. In der Sparkasse wurden die Skulpturen „Silhoutte“ und „Grundstein“ aus Stahl/Warthauer Sandstein von Christoph Mancke aufgestellt. Im selben Gebäude eröffnete am 10. März 2011 zusätzlich die Niederlassung von Peek & Cloppenburg, die zuvor ihren Sitz am Warringtonplatz hatte.
Das Familien- und Bildungsbüro „Stellwerk“ wurde am 30. Mai 2011 im Bürgerhaus eröffnet.
Mit einem großen Kinder- und Familienfest feierte Hilden am 25. Juni 2011 die Verleihung der Stadtrechte vor 150 Jahren am 18. November 1861.
Die aus- und umgebaute Feuerwache wurde am 14. Oktober 2011 offiziell eingeweiht.
Bei der WDR-Aktion „WDR 2 Für eine Stadt“ sollte 2012 bei der Stadtaufgabe die längste alkoholfreie Theke der Welt aufgebaut werden.
Der neunstöckige Neubau des Facharztzentrums „Meditower“ an der Bahnhofsallee 20 beherbergt seit 2012 Praxen für Radiologie, Physiotherapie, Urologie, Pneumologie, Kardiologie, Zahnmedizin, Heilpraktik und die Gemeinschaftspraxis aller Hildener Orthopäden sowie ein Sanitätshaus.
Im Bundestagswahlkampf 2012–2013 für die Bundestagswahl 2013 hatte der SPD-Kanzlerkandidat Peer Steinbrück sein Wahlkreisbüro in Hilden.
Das Einkaufszentrum „Itter-Karree“ am Warringtonplatz eröffnete am 21. März 2013. Es beherbergt die Märkte Saturn (Elektronik), Edeka (Lebensmittel), Adler (Textilien), Kamps (Bäckerei) und einen Kiosk. Es besteht ein direkter Durchgang zum Parkhaus mit 320 Stellplätzen.
An der Ecke „Am Kronengarten/Heiligenstraße“ wurde 2013 der Jugendtreff „Jueck“ geschlossen. Auf dem Grundstück wurde der Neubau „Kastanienhof“ mit 16 Eigentumswohnungen, 21 Tiefgaragenplätzen und der Volksbank im Erdgeschoss errichtet. Das Bauunternehmen Tecklenburg hatte sich bei dem 7-Millionen-Euro-Projekt erstmals einer so genannten Schwarmfinanzierung bedient. Die Crowdinvesting-Plattform „Zinsland“ hatte bei den Anlegern 657.800 Euro eingesammelt. 92.200 Euro stellten Kapitalpartner zur Verfügung. Sie stellen sicher, dass jedes Project-Funding zustande kommt, und investieren zu den gleichen Bedingungen wie die Crowd.
Am 23. November 2013 tagte in Hilden die Landessynode der Evangelischen Kirche im Rheinland. Die Sondersynode befasste sich mit strukturellen Veränderungen auf landeskirchlicher Ebene bis zum Jahr 2018.
Bei dem Großbrand in der Herderstraße am 14. September 2014 kam es beim Löschversuch zur Durchzündung (Flashover) mit mehreren Detonationen. Dabei wurden vier Feuerwehrleute teilweise schwer verletzt. 16 Stunden hatte der Brand von ca. 12,5 Tonnen Lithium-Ionen-Altbatterien auf dem von einer Spedition angemieteten Gelände die Feuerwehr in Atem gehalten.
Das 1911 erbaute katholische Gemeindehaus „Reichshof“ an der Mittelstraße 8 war marode; es wurde 2015 abgerissen. Im Mai 2016 wurde das neue katholische Gemeindezentrum „Atrium“ und die Wohnbebauung „Jacobushof“ an der Hochdahler und Mühlenstraße eingeweiht.
Im Weiterbildungszentrum feierte am 12. September 2015 die Volkshochschule Hilden-Haan (VHS) und die Musikschule (MSH) den 100. Jahrestag des ehemaligen Schulgebäudes „Altes Helmholtz“.
Seit dem 24. März 2016 ist der bis dahin eigenständige Verein „Demenz-Info-Center Hilden“ als eigener Bereich in die „Freizeitgemeinschaft Behinderte und Nichtbehinderte e. V.“, Gerresheimer Straße 20 b, integriert.

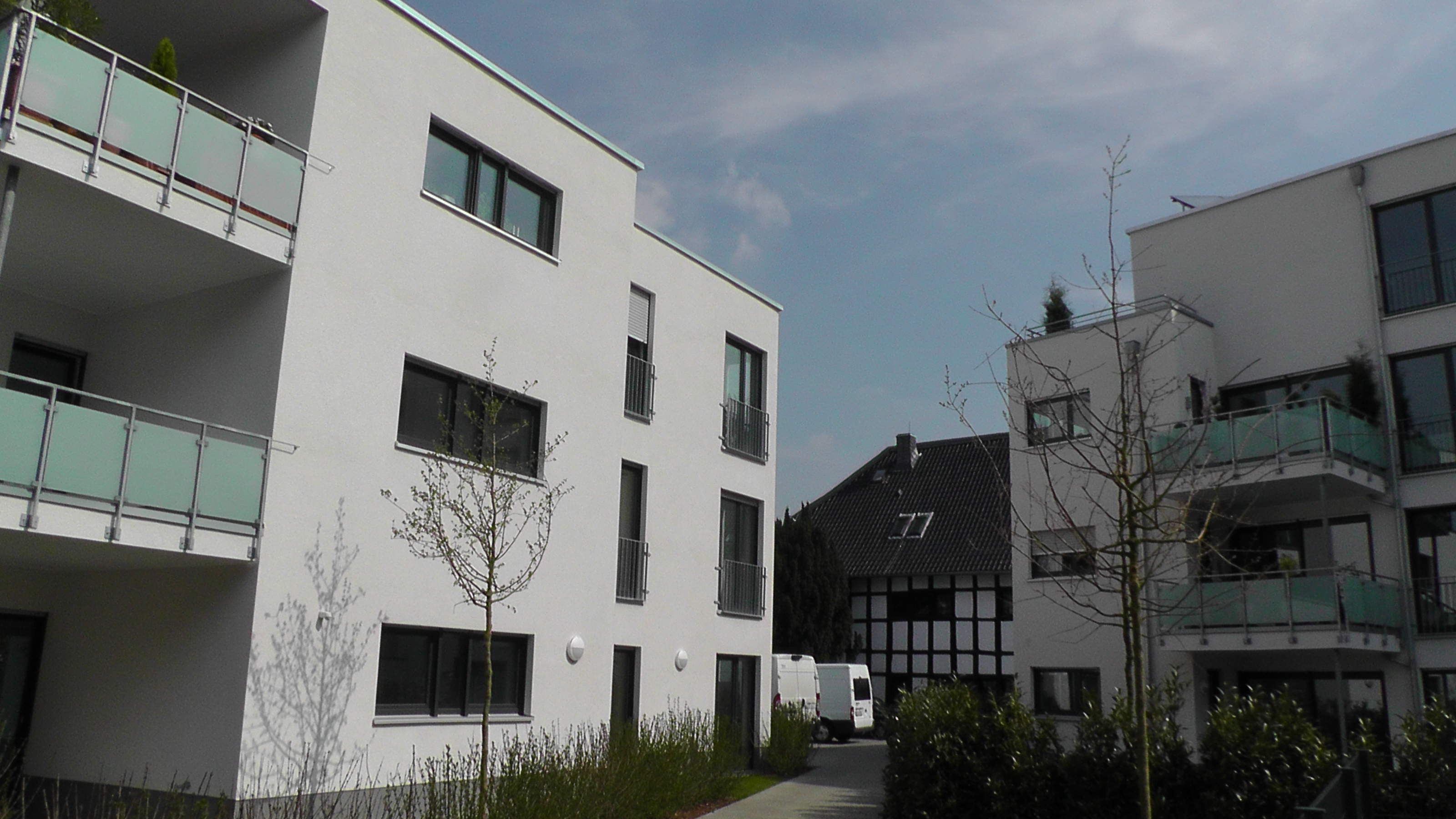
Schwanenstraße 10, Schwanenhof

Im Stadtzentrum in der Schwanenstraße wurden 2016 im Schwanenhof direkt hinter Haus auf der Bech 16 Eigentumswohnungen, verteilt auf fünf Häuser fertiggestellt. Die Reste der alten Gerstenschäl- und Ölmühle sind erhalten geblieben.
Direkt am S-Bahnhof Süd, auf dem Gelände des ehemaligen Möbelhauses Eschenbach an der Richrather Straße 15, errichtete 2016 die Langenfelder Rotterdam-Gruppe 58 öffentlich geförderte Wohnungen inklusive Tiefgarage.
Das Spielmobil kommt zweimal pro Woche zu städtischen Spielflächen, Schulen, Kitas und anderen Orten, an denen sich Kinder bis 14 Jahren gerne und häufig aufhalten. In der Saison 2015 besuchten 5254 Menschen seine Aktionen. 2022 feierte das Spielmobil mit einer „Karawane“, bestehend aus mehreren Spielmobilen umliegender Orte, sein 25-jähriges Jubiläum.
Das „Stadtradeln“ ist eine Kampagne des Klima-Bündnisses, dem größten Netzwerk von Städten und Gemeinden zum Schutz des Weltklimas, dem über 1700 Mitglieder in 26 Ländern Europas angehören. In Hilden waren im Jahr 2025 794 aktive Fahrradfahrer am Start, die insgesamt 156.458,3 Kilometer zurücklegten. Sie konnten 25,6 Tonnen CO2 vermeiden.
Die KITA Holterhöfchen wurde 2024 planmäßig fertiggestellt.
Der Bürgertreff an der Lortzingstraße wird seit Februar 2025 vollständig zu einer Kita aus- und umgebaut.
Die Stadt saniert und erweitert 2025 die Regenwasserkanäle, die Regenrückhaltebecken und die Regenwasserbehandlungsanlagen: Am Bruchhauser Kamp/Pestalozzistraße, Richard-Wagner-Straße, Lortzingstraße, An der Verbindungsstraße, Westring.
Hinter dem Bolzplatz an der Karnaper Straße wurde im April 2025 vom Nabu eine neue Streuobstwiese mit 24 Apfel-, zehn Pflaumen-, sieben Kirsch- und zehn Birnbäumen bepflanzt.

### Eingemeindungen
1928/29 konnte Hilden die Eingemeindungswünsche der Städte Düsseldorf und Solingen abwehren und seine Eigenständigkeit behaupten.
Am 1. Januar 1975 verlor Hilden im Rahmen der kommunalen Neugliederung durch das Düsseldorf-Gesetz den Hasseler Forst südwestlich der Bahnstrecke Düsseldorf–Solingen an den Stadtteil Hassels von Düsseldorf. Dessen anderer Stadtteil Unterbach erhielt das Gebiet rund um Elbsee, Menzelsee und Dreiecksweiher nordöstlich dieser Bahnstrecke. Das sich östlich daran anschließende Stadtgebiet Hildens nördlich der A 46 fiel an die Stadt Erkrath. Das Gebiet „Schönholz“ der Stadt Haan kam nach Hilden. Diese Gebiete waren größtenteils unbesiedelt.

### Einwohnerentwicklung
Ende 2010 lebten 56.368 Bürger in der Stadt, Mitte 2017 waren es 57.095 mit erstem Wohnsitz. Die Zunahme resultiert nicht aus einem Geburtenüberschuss (2013 standen 435 Geburten 714 Sterbefälle gegenüber), sondern ergibt sich allein aus Zuzügen von zumeist ausländischen Mitbürgern. Die Anzahl der deutschen Einwohner ist von 46.871 im Jahre 2010 auf 44.595 im Jahre 2017 gesunken. Die Zahl der Einwohner mit doppelter Staatsangehörigkeit betrug 4.003 im Jahr 2010 und 5.676 im Jahr 2017. Die Zahl der Einwohner ohne deutschen Pass stieg im gleichen Zeitraum von 5.510 auf 6.824.
| Jahr | Einwohner |
| ---- | --------- |
| 1850 | 03.600    |
| 1864 | 05.600    |
| 1875 | 06.800    |
| 1894 | 08.900    |
| 1920 | 19.700    |
| 1933 | 20.500    |
| 1940 | 22.700    |

| Jahr | Einwohner |
| ---- | --------- |
| 1945 | 25.282    |
| 1948 | 26.675    |
| 1952 | 30.004    |
| 1969 | 50.038    |
| 1994 | 55.222    |
| 2000 | 57.545    |
| 2010 | 56.384    |

| Jahr | Einwohner |
| ---- | --------- |
| 2011 | 56.485    |
| 2012 | 56.647    |
| 2013 | 56.758    |
| 2016 | 57.548    |
| 2017 | 57.794    |
| 2018 | 58.051    |
| 2022 | 55.815    |

Einwohnerentwicklung von Hilden von 1850 bis 2018 nach nebenstehender Tabelle.
Hinweis: Der in der Infobox angegebene Wert weicht deutlich von dem in der Tabelle angegebenen Werten ab, da andere Quellen verwendet werden.

Für die Verteilung der Ausländer nach Nationalitäten: s. Kapitel Migration und Integration
Am 31. Dezember 2020 waren 23.439 Arbeitnehmer sozialversicherungspflichtig.

## Politik

### Bürgermeister
Hauptamtliche Hildener Bürgermeister 1808 bis 1945
- 1808–1809 Georg Eberhard Clamor Friedrich von dem Bussche-Ippenburg gen. Kessel, Herr zu Hackhausen
- 1809–1814 Albert Asbeck
- 1814–1818 Nicolas von Pigage, Benrath
- 1819–1822 Hermann Leven, Benrath
- 1822–1842 Franz Albert Schieß, Benrath
- 1842–1843 Interregnum: Beigeordneter August Reyscher, Hilden
- 1843–1845 Eduard Freiherr von Wittenhorst-Sonsfeld
- 1846–1851 Hermann Clemens
- 1851–1865 Albert Koennecke
- 1865–1877 Joseph Johann Pabst
- 1877–1894 Karl Julius Gustav Wachtel
- 1896–1920 Karl Wilhelm Heitland
- 1920–1933 Erich Lerch
- 1933–1945 Walter Schomburg

Ehrenamtliche Hildener Bürgermeister 1945 bis 1999
- 1945–1946 Hermann Sayn
- 1946–1948 Otto Goldhorn (CDU)
- 1948–0000 Franz Klems (CDU)
- 1948–1952 Otto Köster (CDU)
- 1952–1969 Robert Gies (SPD)
- 1969–1994 Ellen Wiederhold (CDU), Inhaberin der damaligen Hermann Wiederhold Lackfabriken
- 1994–1999 Günter Scheib (SPD)

Hauptamtliche Hildener Bürgermeister seit 1999
- 1999–2009 Günter Scheib (SPD)
- 2009–2014 Horst Thiele (SPD)
- 2014–2020 Birgit Alkenings (SPD)
- seit 2020 Claus Pommer[87]

Bei der Kommunalwahl am 13. September 2020 wurde Claus Pommer (parteilos) zum Bürgermeister gewählt. Die ehrenamtlichen Stellvertreter des Bürgermeisters wurden in der konstituierenden Sitzung des Stadtrates am 4. November 2020 gewählt; 1. stellvertretender Bürgermeister ist Norbert Schreier, 2. stellvertretende Bürgermeisterin ist Marianne Münnich.
Bei der Kommunalwahl 2025 wird die Zahl der Wahlbezirke in Hilden von 22 auf 20 verringert.

### Stadtdirektoren
Stadtdirektoren hatte Hilden wie auch andere Städte in NRW nur begrenzte Zeit, nämlich 53 Jahre. Die Doppelspitze in der Verwaltung der Städte wurde 1946 von der britischen Besatzungsmacht eingeführt und im Jahre 1999 durch eine Kommunalreform wieder abgeschafft.
Hildener Stadtdirektoren 1946 bis 1999:
- 1946–1958 Hans Beaujean
- 1958–1965 Hans Knop
- 1965–1974 Heinz Brieden
- 1974–1999 Karl-Detlev Göbel

### Stadtrat
Der Stadtrat Hilden hat regulär 44 Sitze. Weil die CDU bei der Kommunalwahl 2020 21 von 22 Direktmandaten gewonnen hat,
vergrößert sich der aktuelle Stadtrat auf 64 Sitze und setzt sich folgendermaßen zusammen:
| Partei                                        | 1999 | 1999  | 2004 | 2004  | 2009 | 2009  | 2014 | 2014  | 2020 | 2020  |
| Partei                                        | %    | Sitze | %    | Sitze | %    | Sitze | %    | Sitze | %    | Sitze |
| --------------------------------------------- | ---- | ----- | ---- | ----- | ---- | ----- | ---- | ----- | ---- | ----- |
| Christlich-Demokratische Union (CDU)          | 44,7 | 23    | 40,2 | 18    | 30,2 | 13    | 33,3 | 14    | 33,2 | 22    |
| Sozialdemokratische Partei Deutschlands (SPD) | 34,2 | 18    | 34,5 | 16    | 29,5 | 13    | 36,1 | 16    | 23,4 | 15    |
| Bündnis 90/Die Grünen (Grüne)                 | 4,3  | 2     | 6,9  | 3     | 9,0  | 4     | 9,4  | 4     | 20,9 | 13    |
| Bürgeraktion Hilden (BA)                      | 4,9  | 3     | 8,1  | 4     | 10,1 | 4     | 6,1  | 3     | 4,8  | 3     |
| Freie Demokratische Partei (FDP)              | 5,8  | 3     | 6,4  | 3     | 13,1 | 6     | 6,4  | 3     | 6,7  | 4     |
| Allianz für Hilden (Allianz)                  | –    | –     | –    | –     | –    | –     | 7,6  | 2     | 2,7  | 2     |
| Alternative für Deutschland (AfD)             | –    | –     | –    | –     | –    | –     | 1,2  | 2     | 6,5  | 4     |
| Die Linke                                     | –    | –     | –    | –     | –    | –     | –    | –     | 1,9  | 1     |
| Die Unabhängigen Hilden (dUH)                 | 6,2  | 3     | 3,9  | 2     | 8,0  | 4     | –    | –     | –    | –     |
| Gesamt                                        |      | 52    |      | 46    |      | 44    |      | 44    |      | 64    |

Im Sommer 2010 spaltete sich von der FDP die neu gegründete Fraktion der „Freien Liberalen“ ab. Diese schlossen sich dann im Sommer 2013 mit den Unabhängigen und Teilen der Bürgeraktion in der „Allianz für Hilden“ zusammen. Durch den Wechsel eines Ratsmitglieds von der Allianz zur AfD erhielt diese im Herbst 2014 trotz ihres niedrigen Wahlergebnisses Fraktionsstatus im Hildener Stadtrat.

### Jugend- und Kinderparlament
Außerdem ist bereits seit Sommer 2000 das Jugendparlament etabliert, das sich aus gewählten Vertretern der in Hilden wohnenden Jugendlichen von 14 bis 21 Jahren zusammensetzt. Sie vertreten die Interessen, Bedürfnisse und Belange der Jugend in Hilden. Dabei ist das Jugendparlament überparteilich, überkonfessionell und für Jugendliche aller Nationalitäten offen. Wichtiger Bestandteil der Arbeit ist das Beraten der Politik und Verwaltung bei der Gestaltung einer jugendfreundlichen Stadt.
Hinzu kommt das Kinderparlament, das 1997 auf Initiative (per Bürgerantrag) eines einzelnen, seinerzeit zehn Jahre alten, Hildeners gegründet wurde und seitdem professionelle Unterstützung durch das pädagogische Fachpersonal des städtischen Jugendamtes erhält. Es setzt sich aus Vertretern der Dritt- bis Sechstklässler aller Hildener Schulen zusammen, die jährlich neu gewählt werden. Sitzungsleiter des Kinderparlaments ist der amtierende Bürgermeister.

### Stadtverwaltung
Die hauptamtliche Verwaltungsspitze bilden seit 2020: Bürgermeister Claus Pommer, 1. Beigeordneter Sönke Eichner und Beigeordnete Mona Wolke-Ertel, Beigeordneter Peter Stuhlträger und Kämmerer Martin Wiedersprecher.
In Hilden kann man auf dem Standesamt mit und ohne Trauzeugen, im Alten Ratsaal im Bürgerhaus oder seit Juli 2025 auch im Haus Hildener Künstler, H6 heiraten.
Am 1. April 2024 gingen die Aufgaben der Stadtmarketing GmbH, Marketing, Flächenmanagement und attraktive Veranstaltungen, auf die Stadt Hilden über. Aufgegliedert sind die Aufgaben auf die Wirtschaftsförderung (Citymanagement) und das Bürgermeisterbüro (Veranstaltungen und Öffentlichkeitsarbeit).

### Sonstige Verwaltungsstellen
Außer der Stadtverwaltung mit ihren Ämtern und Einrichtungen beherbergt Hilden ein Finanzamt und das Landesprüfungsamt für Verwaltungslaufbahnen.
Hilden ist seit 1968 Standort einer Kaserne der Bundeswehr, wegen ihrer Lage auch Waldkaserne genannt. In ihr sind 750 Soldaten stationiert und 70 Zivilisten arbeiten dort. In Hilden befindet sich das Feldjägerdienstkommando des Feldjägerregiments 2 und die MAD-Stelle 3. Nach Fertigstellung der neuen Musikakademie ist das einzige Ausbildungsmusikkorps der Bundeswehr (AMK) am 23. April 2018 aus der Bergischen Kaserne in Düsseldorf-Hubbelrath wieder in die Waldkaserne zurückgekehrt.
In Hilden liegt seit 2021 das Logistik-Zentrum des Technischen Hilfswerks (THW) für ganz Nordrhein-Westfalen. Die 42.000 Quadratmeter große Halle am Westring 17 bietet Platz für 8500 Paletten. In ihr lagern alle Bekleidungsstücke für alle Angehörige des THW in Deutschland – rund 88.000 Ehren- und 2200 Hauptamtliche und Geräte, die für einen Auslandseinsatz benötigt werden. Ebenso liegen dort die Notfallausrüstungen für die Bergung von Verletzten nach Erdbeben oder für Flüchtlingscamps zentral bereit.

### Wappen, Flagge und Logo
Die Stadt führt ein Stadtwappen, eine Flagge und ein Dienstsiegel. Das Recht zur Führung eines Wappens ist der Stadt mit Urkunde vom 2. April 1900 von König Wilhelm II. von Preußen verliehen worden.

Wappen
Flagge
Logo

#### Wappen
Blasonierung: „Unter silbernem (weißem) Schildhaupt, darin ein roter Wechselzinnenbalken, in Grün ein silberner Schrägwellenbalken, begleitet oben von einem silbernen (weißen) Kammrad unten von einer silbernen (weißen) Sichel. Im Oberwappen eine dreitürmige silberne (weiße) Mauerkrone mit geschlossenem schwarzen Tor.“
Das erste Wappen Hildens entstammt einem Entwurf von Peter Wymar (1846–1912) (Zeichner der Gesellschaft für Baumwoll-Industrie) und Woldemar Harleß, der mit Änderungen des königlichen Heroldsamtes in Berlin versehen wurde. Der Heraldiker Wolfgang Pagenstecher änderte diesen Entwurf 1950 in die jetzige Form.
Die befestigten Türme auf der Wappenkrone symbolisieren die Herrschaft der Kölner Erzbischöfe (anderen Quellen zufolge weisen sie auf die Stadtrechte hin). Der rote Zinnenbalken erinnert an die Grafen des Herzogtums Berg, während im unteren Segment ein silbernes Band die Itter darstellt. Zu der Zeit, als Hilden das Wappen erhielt, war die Wirtschaft zu etwa gleichen Teilen von Landwirtschaft und Industrie geprägt, was durch eine Sichel und das Kammrad zu beiden Seiten des Flusses verdeutlicht werden sollte.

#### Flagge
Die Stadtflagge zeigt quergeteilt und in gleicher Breite die Farben Grün, Weiß, Rot mit dem Stadtwappen in der Mitte.

#### Logo
Das 2012 von einer Duisburger Agentur entworfene neue Logo der Stadt weist eine Dreiteilung auf und ist an das historische Wappen angelehnt. Das mit Burgzinnen versehene Logo in den blassen Farben Rot, Weiß und Grün mit dem dazu gehörigen Schriftzug „Hilden“ symbolisiert eine Stadt im Grünen an dem Fluss Itter und der Autobahn mit einem Bezug auf ihre Geschichte.

### Partnerschaften
- Kreis Wohlau (Wołów), Schlesien (Polen), Patenschaft seit 1961
- Warrington, England, Städtepartnerschaft seit 1968
- Nové Město nad Metují, Tschechien, Städtepartnerschaft seit 1989
- Provinz Guizhou, Volksrepublik China, Personalaustausch mit der Stadtverwaltung seit 2003

## Religionen

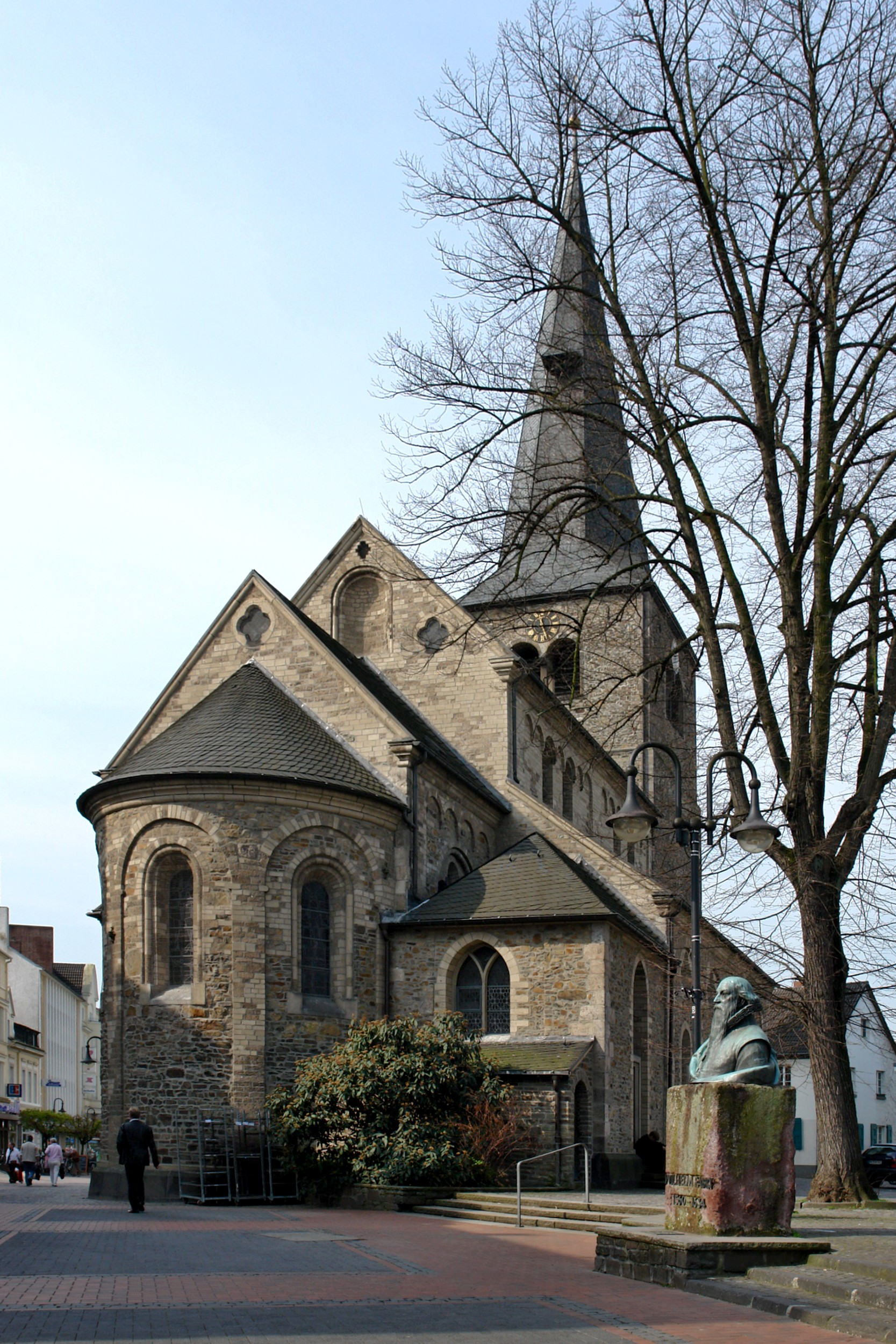
Reformationskirche

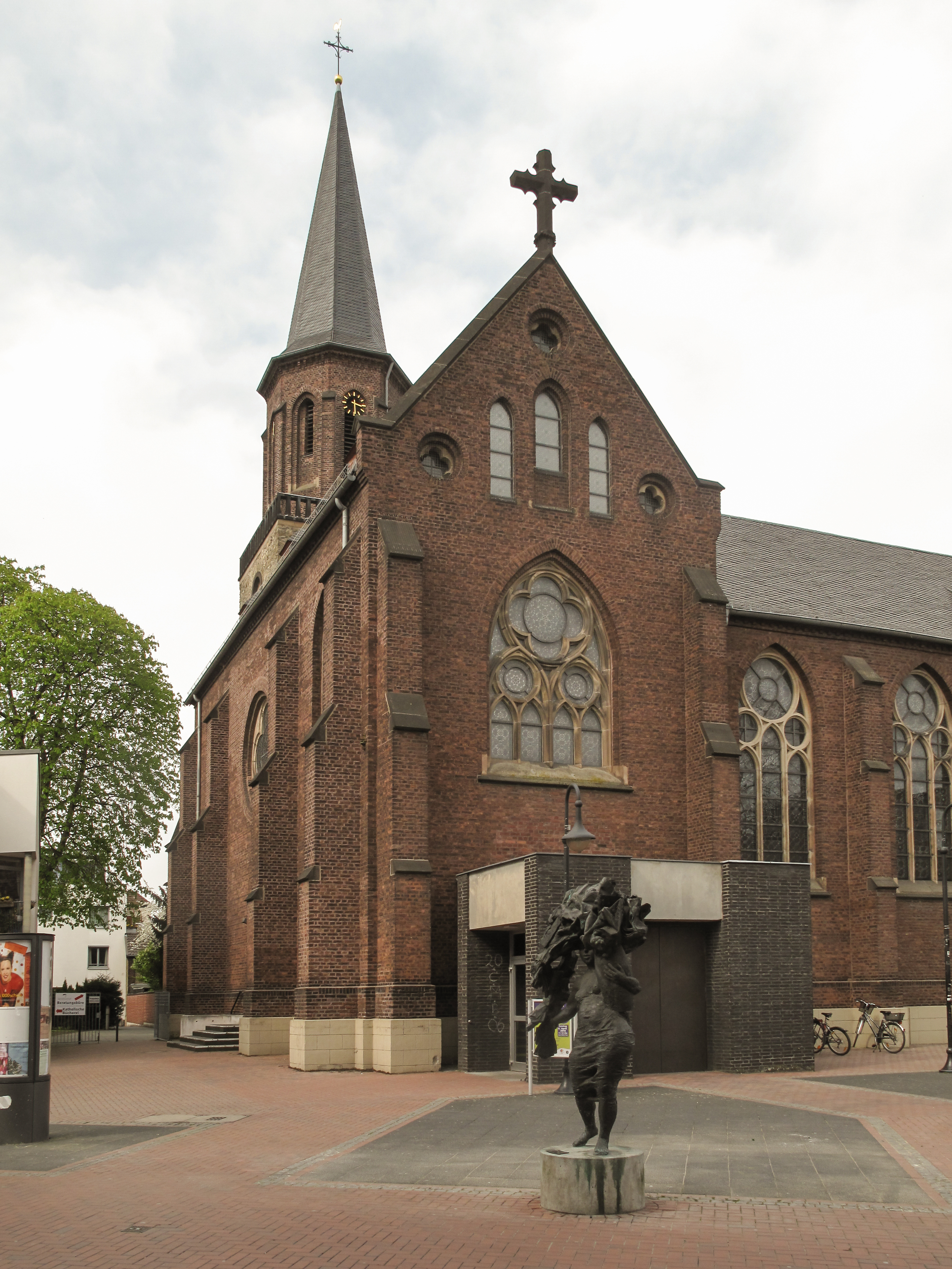
Sankt-Jacobus-Kirche

### Konfessionsstatistik
Gemäß dem Zensus 2011 waren 29,4 % der Einwohner evangelisch, 33,5 % römisch-katholisch und 37,1 % waren konfessionslos, gehörten einer anderen Glaubensgemeinschaft an oder machten keine Angabe.
Mit Stand vom Dezember 2018 waren von den 58.013 Einwohnern 17.745 (30,6 %) katholisch, 14.130 (24,4 %) evangelisch und sonstige bzw. konfessionslos 26.138 (45,1 %).

### Hildener religiöse Gemeinden
In Hilden gibt es folgende Religionsgemeinschaften:
- Evangelische Kirchengemeinde
- Katholische Kirchengemeinde
- Evangelisch-freikirchliche Gemeinde
- Apostolische Gemeinschaft e. V.
- Neuapostolische Kirche Hilden
- Jehovas Zeugen
- Katholische Portugiesische Gemeinde
- Türkisch-Islamische Moscheegemeinde
- Islamisch Marokkanisches Kulturzentrum

### Evangelische Kirche
Am Markt befindet sich die aus dem 13. Jahrhundert stammende Reformationskirche. Die Evangelische Kirchengemeinde besteht aus den Gemeindezentren Reformationskirche, Erlöserkirche und Friedenskirche sowie aus sieben Pfarrbezirken. Die Evangelische Erwachsenenbildung betreibt mehrere soziale Projekte, darunter den Christlich-Muslimischen Dialog mit der türkisch-islamischen Gemeinde und einen Jugendaustausch mit der Stadt Saratow an der Wolga in Russland.

### Katholische Kirche
Die drei katholischen Gemeinden in Hilden (St. Jacobus, St. Konrad und St. Marien) wurden zum 31. Dezember 2009 durch den Kölner Erzbischof aufgelöst und am 1. Januar 2010 zu einer Pfarrei, der Katholischen Kirchengemeinde St. Jacobus Hilden, fusioniert, wodurch sie die derzeit größte katholische Gemeinde im Erzbistum Köln wurde. Die Pfarrei St. Johannes Evangelist hatte sich bereits im Jahr 2007 aufgelöst und St. Jacobus angeschlossen. Die Katholische Kirchengemeinde Hilden hat ihren Mittelpunkt im Zentrum St. Jacobus.
Die neue Pastorale Einheit aus den katholischen Gemeinden in Haan, Hilden, Erkrath und Hochdahl soll „Pastorale Einheit im neanderland“ heißen.
Ab 1. Januar 2029 fusionieren neun katholische Pfarrorte zu einer einzigen Pastoralen Einheit. Die Pfarrei umfasst dann die Kirchenorte: Erkrath, Unterbach, Haan, Gruiten, Hilden mit drei Kirchen, Hochdahl mit zwei Kirchen.

### Islamische Gemeinschaft

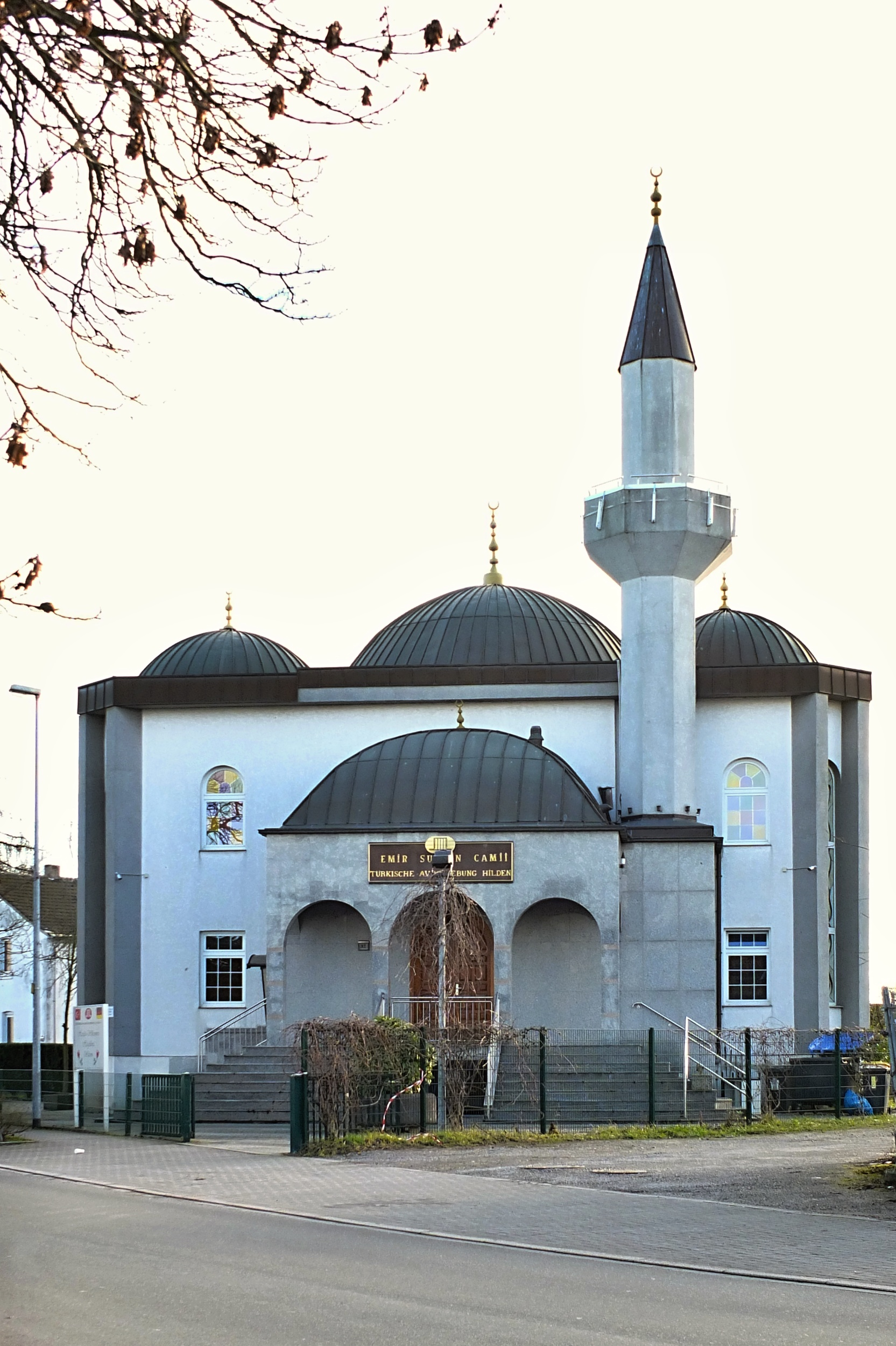
Emir-Sultan-Moschee, Otto-Hahn-Straße

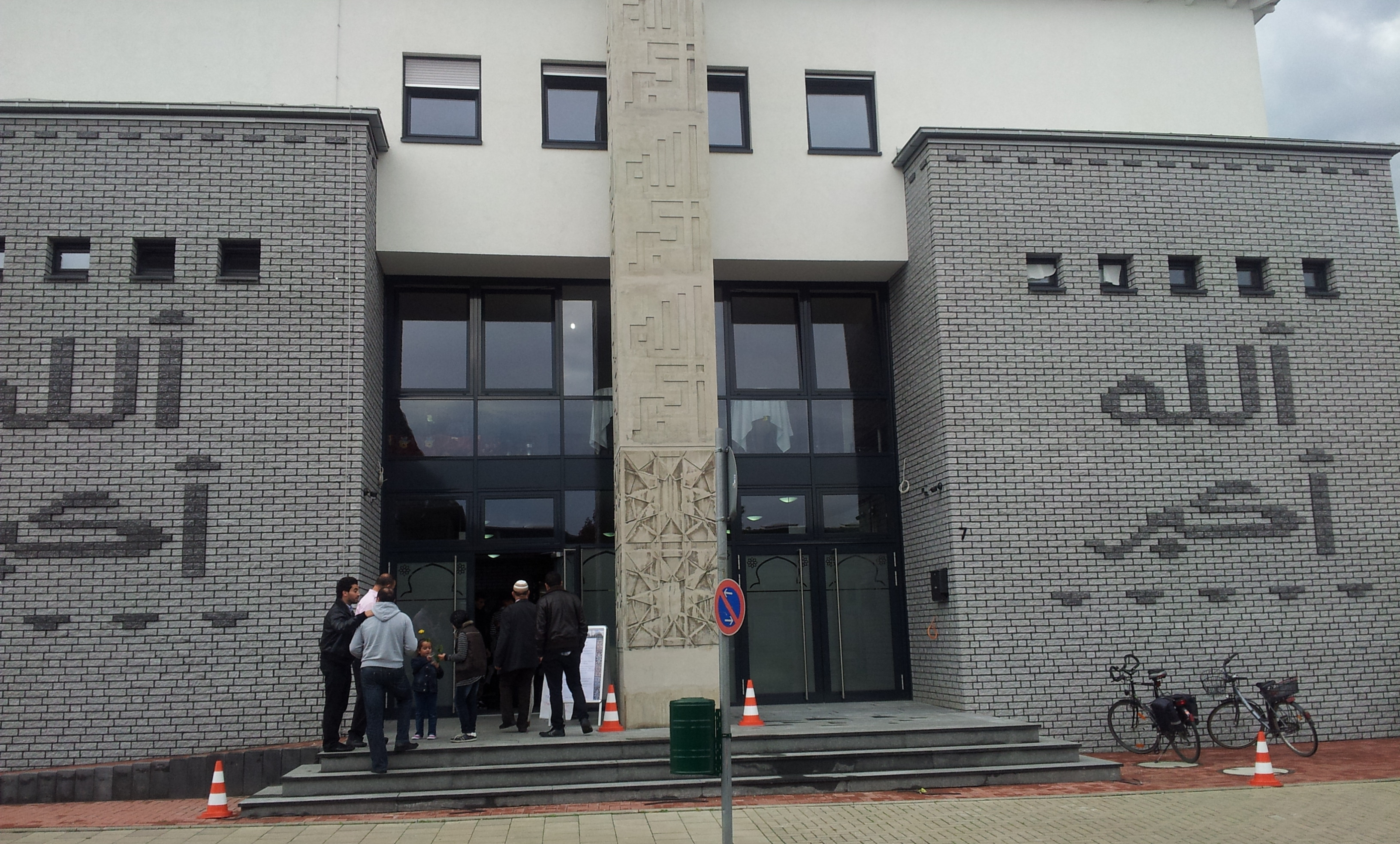
Arrahman Moschee, Telleringstraße

Hilden verfügt über zwei Moscheen: Die Emir-Sultan-Moschee, die am 29. April 2001 feierlich eingeweiht wurde, ist Mittelpunkt der türkisch-islamischen Gemeinde. Die Moschee, die sich im Industriegelände nahe der S-Bahn-Station in der Otto-Hahn-Straße befindet, hat ein Minarett. Zum Freitagsgebet kommen um die 200 Gläubige. Die Hildener Moschee gehört zu einer Gruppe weiterer nach Emir Sultan benannter Moscheen in Deutschland. Die Moschee wird vom Türkischen Arbeitnehmerverein betrieben.
Die am 26. Mai 2013 eröffnete Arrahman-Moschee in der Telleringstraße ist religiöses und kulturelles Zentrum für rund 1000 Hildener mit marokkanischen Wurzeln. Sie verfügt über eine Fläche von mehr als 2200 m². Ihr Bau wurde vom Marokkanischen Freundeskreis Hilden e. V. initiiert und aus Spenden der Vereinsmitglieder nebst finanzieller Unterstützung des Marokkanischen Königreichs finanziert. Die beiden Gebetsräume der Moschee bieten 500 Männern sowie 250 Frauen und kleinen Kindern Platz.

### Judentum
Die Hildener Bürger jüdischen Glaubens werden von der Jüdischen Gemeinde Düsseldorf betreut.

## Migration und Integration

### Struktur
Der Integrationspolitik in Hilden gaben neue Strategien einen wichtigen Impuls. Das Konzept wurde in einer Studie veröffentlicht, die vom Amt für Soziales und Integration erstellt wurde.

### Statistik
In Hilden leben Staatsangehörige aus mehr als 110 Nationen.
Die folgende Tabelle aus den Statistischen Jahrbüchern gibt die Anzahl der in Hilden ansässigen ausländischen Staatsbürger in den Jahren 2006, 2013 und 2017 wieder:
| Nationalität         | Anzahl 2006 | Anzahl 2013 | Anzahl 2017 |
| -------------------- | ----------- | ----------- | ----------- |
| Griechen             | 278         | 333         | 364         |
| Italiener            | 723         | 694         | 716         |
| Kroaten              | 235         | 264         | 305         |
| Marokkaner           | 526         | 381         | 348         |
| Niederländer         | 130         | 118         | 124         |
| Polen                | 357         | 514         | 588         |
| Portugiesen          | 401         | 428         | 374         |
| Rumänen              | <50         | 136         | 218         |
| Serben/Montenegriner | 405         | 190         | 228         |
| Spanier              | 187         | 210         | 248         |
| Syrer                | –           | 23          | 254         |
| Türken               | 1171        | 962         | 932         |
| Ukrainer             | 161         | 138         | 126         |
| sonstige             | 1366        | 1748        | 1999        |
| Gesamt               | 5958        | 5996        | 6824        |

### Verbände und Vertretungen
Migranten nehmen aktiv am gesellschaftlichen Leben der Stadt teil, sind Mitglieder in den politischen Parteien, Gewerkschaften, in Kultur- und Sportverbänden. Auch im Rat der Stadt Hilden sind sie vertreten.
Als spezielle Interessenvertretung der Spätaussiedler und Migrantengruppen wurde der Integrationsrat eingerichtet. Bei den Wahlen zum Integrationsrat am 25. Mai 2014 waren 8235 Migranten ab 16 Jahren wahlberechtigt. Zur Wahl traten mehrere Listen – eine internationale Liste der SPD, eine Liste der CDU Hilden, und eine Liste der Türkisch-Islamischen Gemeinde Hilden sowie zahlreiche Einzelkandidaten an. Der Integrationsrat ist Mitglied der Landesarbeitsgemeinschaft der kommunalen Migrantenvertretungen NRW.
In Hilden gibt es folgende Verbände ausländischer Migranten:
- Circolo Italo-Tedesco Hilden e. V.
- DITIB Türkisch-Islamischer Verein zu Hilden
- Griechischer Club e. V. Hilden
- Jugoslawisch-Deutscher Kulturverein Hilden e. V.
- Marokkanischer Freundeskreis Hilden e. V.
- Mazedonisch-Deutscher Kulturverein „Toše Proeski“, Hilden e. V.
- Philia – Griechisch-Deutscher Freundeskreis e. V.
- Romarias do Minho e. V.
- Slowenischer Kultur- und Sportverein Maribor e. V.
- Spanischer Familienverein in der Stadt Hilden e. V.
- União Portuguesa de Hilden e. V.
- WiD – Wir in Deutschland e. V.

## Freizeit
Hilden bietet ein breites Freizeitangebot. Außer dem Stadtpark und einigen kleineren Parks und Spielplätzen besitzt Hilden zwei große Schwimmbäder: das Hildorado (Über 300 000 Besucher/2024), ein überörtlich bekanntes Hallenschwimmbad, und das Waldschwimmbad in naturnaher Lage am Waldrand. Weiterhin gibt es ein kleines Kino mit drei Sälen, einen Miniaturgolfplatz sowie mehrere Jugendtreffs und Kegelbahnen.

### Sehenswürdigkeiten und Kultur

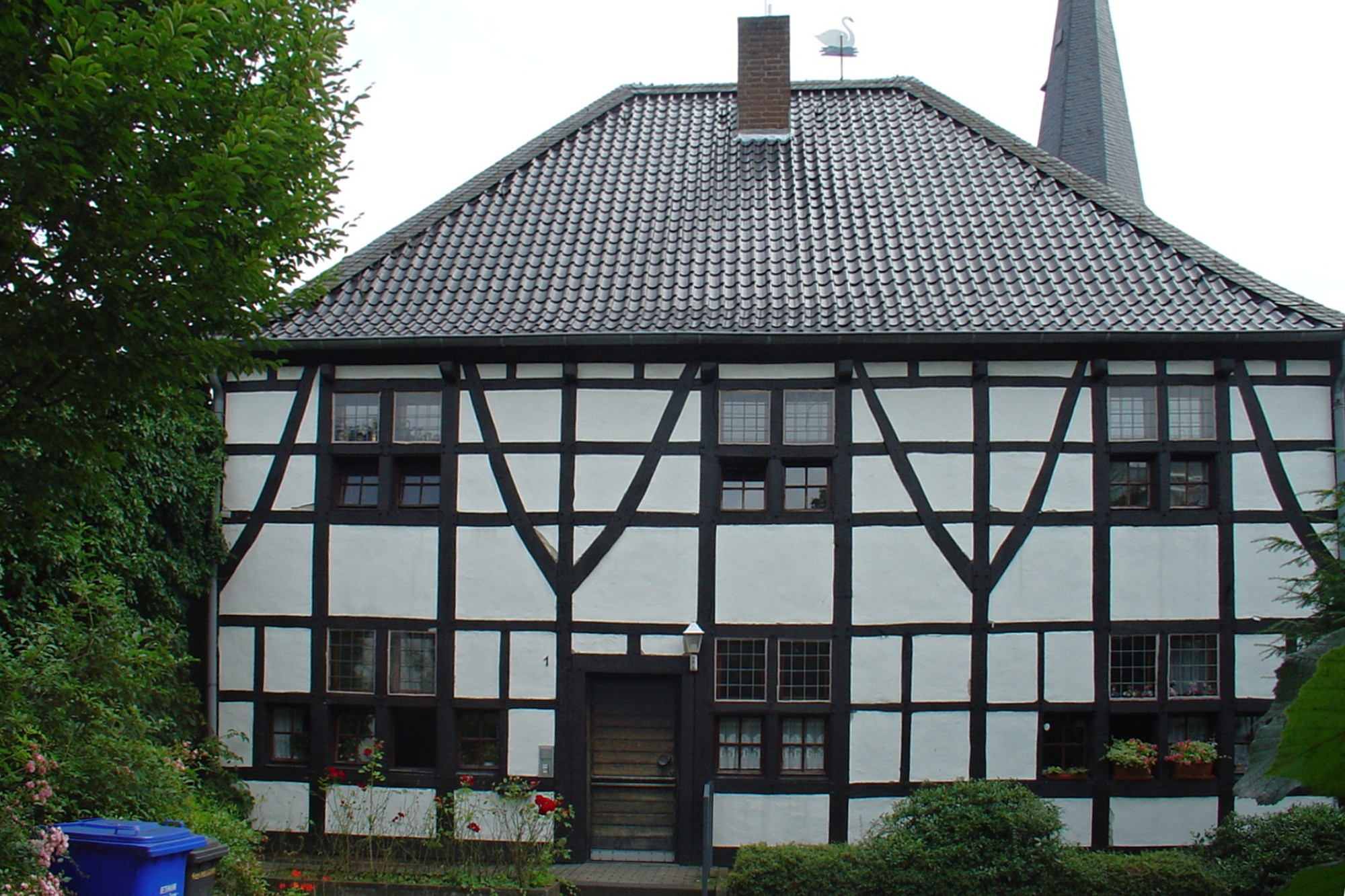
Haus zum Schwan, Eisengasse

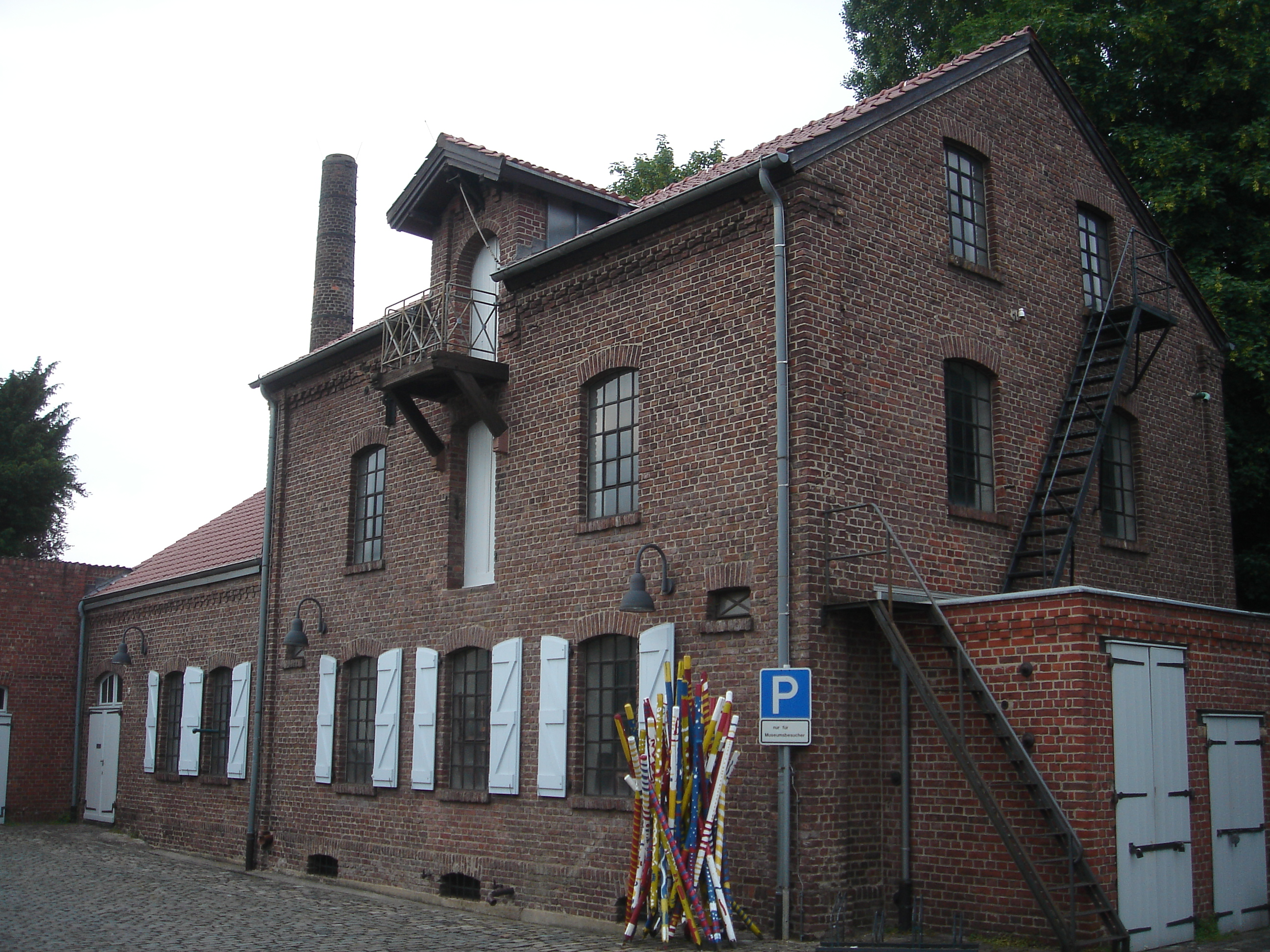
Die alte Kornbrennerei, heute Teil des Wilhelm-Fabry-Museums

Hilden hat nur wenige herausragende Baudenkmäler. Darunter fällt die aus dem 13. Jahrhundert stammende Reformationskirche am Markt. In der Schwanenstraße stehen mit dem „Haus auf der Bech“, dem „Haus zum Schwan“ und dem „Kückeshaus“ denkmalgeschützte Fachwerkhäuser aus dem 16. bis 18. Jahrhundert. Weitere Baudenkmäler sind im Wikipedia-Hauptartikel „Liste der Baudenkmäler in Hilden“ aufgelistet.
Die Mittelstraße diente in der Vergangenheit dem Verkehr als Hauptdurchgangsstraße. In ihr fuhr bis 1962 eine Meterspur-Straßenbahn. Nachdem der Verkehr herausgenommen wurde, ist ihre Fußgängerzone eine wichtige Einkaufsmeile der Region. Neben dem von dem Hildener Architekten Walter Furthmann erbauten alten Rathaus (nach dem Verwaltungsneubau 1990 zum Bürgerhaus umfunktioniert) und der katholischen Kirche St. Jacobus steht dort noch eine ansehnliche Zahl von Bürgerhäusern, die um 1900 errichtet worden waren. Weitere geschichtsträchtige Gebäude wie das Gasthaus zur Krone oder das Haus Hagdorn wurden nach dem Zweiten Weltkrieg durch Neubauten ersetzt.
Das Wilhelm-Fabry-Museum, das direkt neben einer historischen Kornbrennerei eingerichtet wurde, widmet sich sowohl dem Leben und Wirken des berühmtesten Bürgers von Hilden – Wilhelm Fabry – als auch medizinhistorischen Themen in Wechselausstellungen. Regelmäßig finden dort auch künstlerische Themenausstellungen statt, die überregionale Beachtung finden. Das am 17. September 1989 eröffnete Wilhelm-Fabry-Museum feierte am 18. September 2014 sein 25-jähriges Bestehen.
Einen Einblick in die zeitgenössische Sakralkunst gewährt die katholische St.-Konrad-Kirche im Hildener Süden, die in den 1990er Jahren von Hermann Gottfried unter anderem mit einem monumentalen Altarbild und einem siebenteiligen Bilderfries ausgestaltet wurde.
Von den Gebäuden des ehemaligen Ritterguts Haus Horst im Westen der Stadt ist nur ein Turm im Park der gleichnamigen Seniorenwohnanlage erhalten.

#### Kunstschule „Baukreis Hilden“
Der Baukreis Hilden war eine private Kunstschule. Sie befand sich von 1947 bis 1953 im vorher ungenutzten Oberlichtsaal der Textilfirma Kampf & Spindler, Ecke Klotzstraße / Hofstraße. Sie wurde auf Initiative des Fabrikanten Gert P. Spindler dort eingerichtet. Das Gebäude existiert heute nicht mehr. Gert P. Spindler hatte auch schon das Stammhaus des Baukreises in Hamburg unterstützt.

#### Kunstwerke und Ausstellungen
Der Kunstliebhaber findet in den Galerien vielseitige Wechselausstellungen.
- Wilhelm-Fabry-Museum, Benrather Str. 30.[120]
- Kunstraum im Gewerbepark Süd, Hofstr. 64.[121]
- Städtische Galerie im Bürgerhaus, Mittelstr. 40.
- Standesamt, Am Rathaus 1.
- Kulturflur im Alten Helmholtz, Gerresheimer Str. 20.
- Institut für öffentliche Verwaltung; Haus Kolksbruch, Hochdahler Str. 280.[44]
- Haus Hildener Künstler, H6 mit Galerie und Skulpturengarten, Hofstr. 6[122]
- Galerie QQArt der QQTec,Forststr. 73[123]
- Kreativ-Werkstatt, Marktstraße 8
- Café Timeout, Heiligenstraße 6

### Vereine, Brauchtum und Verbände
Die Bürger von Hilden können sich in ihrer Freizeit in mehr als 190 Vereinen und Verbänden engagieren. Diese sind gegliedert in ausländische Vereine, Behindertenvereine, Brauchtumsvereine, Bürger- und Heimatvereine, Kleingartenvereine, kulturpflegende Vereine, Schützenverein, Selbsthilfegruppen, soziale Gruppen und Vereine, Tierschutz- und Tierzuchtvereine sowie weitere Vereine und Gruppierungen.

#### Tierheim
Das Tierheim in Hilden, Im Hock 7, nimmt für die Städte Hilden, Erkrath, Mettmann, Langenfeld und Monheim Fundtiere auf, versorgt sie und vermittelt sie an neue Besitzer.

### Erholung und Sport
Hildens Naherholungsgebiete sind die Hildener Heide zwischen Autobahn A3 und A46, der Stadtwald im Nordosten und das Heidegebiet Karnap-West im Südwesten, außerdem die zu Solingen gehörende Ohligser Heide im Südosten. Hier besteht die Gelegenheit zu ausgedehnten Spaziergängen. Auch der im Nordwesten auf Düsseldorfer Stadtgebiet gelegene Elbsee wird aufgrund seiner unmittelbaren Nähe von Hildenern oft zur Erholung aufgesucht. Zum Schwimmen ist er aus Naturschutzgründen jedoch nicht freigegeben.
Daneben findet sich eine Anzahl weiterer, meist künstlich entstandener Seen, die großenteils an Angelvereine verpachtet sind. Zum Schwimmen verfügt Hilden über das Waldschwimmbad im Stadtwald sowie an der Grünstraße über das Multifunktionsbad „Hildorado“ mit Wellness- und Saunabereich. Weitere großzügige Wellness- und Saunabereiche bieten die „Sportmühle-Wellness“ und „Vabali Spa“ am Elbsee an.
Gelegenheit zur sportlichen Betätigung bieten die insgesamt 51 Sportvereine, die Bezirkssportanlage Am Bandsbusch, die Kleinsportanlage Holterhöfchen, die Schwimmbäder, die Stadtwerke-Arena in der Grünstraße, die Ellen-Wiederhold-Sporthalle, die Turn- und Sporthalle Hoffeldstraße 106, Turnhalle Schützenstraße und einige privat betriebene Sport- und Fitnesszentren.
Freizeitmöglichkeiten für Jugendliche und junge Erwachsene bietet Hilden mit dem „Jugendtreff am Weidenweg“ (JaW) im Süden der Stadt an.
Kinder und jüngere Jugendliche finden Anlaufstellen in der „Evangelischen Jugend“ (Stadtmitte in der Eisengasse), bei der „Katholische junge Gemeinde St. Konrad“, im „Jugendclub Mühle“ (Hilden Ost) sowie am „Abenteuerspielplatz“ an der Richard-Wagner-Straße, den die „Freizeitgemeinschaft Behinderte und Nichtbehinderte e. V.“ (FZG) mehr als 40 Jahre lang betrieben hatte. Seit September 2024 hat die AWO die Trägerschaft übernommen und den Abenteuerspielplatz neu gestaltet.

#### Basketball
Der ansonsten überwiegend breitensportlich orientierte TUS 96 betreibt leistungssportlich außerdem eine große Basketball-Abteilung, in der zurzeit sechs Erwachsenen- und acht Jugendmannschaften am Ligabetrieb teilnehmen. Die 1. Herrenmannschaft spielte bis zum Sommer 2010 in der 2. Regionalliga, der vierthöchsten Spielklasse des deutschen Basketballsports, musste zuletzt jedoch aufgrund ausbleibender sportlicher Erfolge in die nächsttiefere Oberliga absteigen.

#### Base- und Softball
Baseball und Softball wird von den Hilden Wains unter dem Dach der Hildener Allgemeinen Turnerschaft betrieben.

#### Beachvolleyball
Beachvolleyball wird auf der Anlage bei der Bezirkssportanlage Am Bandsbusch gespielt.

#### Bolzen
Auf den frei zugänglichen Bolzplätzen Am Anger, Karnaper Straße, Reisholz- und Gerresheimer Straße oder an der Elb kann man vereinsunabängig in Gruppen Fußball spielen.

#### Fußball
Lange Zeit klassenhöchste Fußballmannschaft war der SV Hilden-Nord, der zwar nur noch in der Landesliga spielt, aber auf gelungene Auftritte im DFB-Pokal 1990/91 (2:1 gegen SC Freiburg) und das Hervorbringen eines Nationalspielers wie Michael Tarnat zurückblicken kann. Seit dem Aufstieg 2013 in die fünftklassige Oberliga Niederrhein ist der VfB 03 Hilden der klassenhöchste Klub.
Insgesamt spielen die Männer Fußballmannschaften: VfB 03 Hilden (I, II, III), SV Hilden-Nord, SV Hilden-Ost, MSV Hilden (I, II), AC Italia Hilden, SpVg. Hilden 05/06 (I, II), AC Italia Hilden (I, II), FC Türkspor Hilden.
Am 8. März 2013 (Welt-Frauentag) wurde der FSV Mädchenpower Hilden 2013 gegründet, ein reiner Frauen- und Mädchen-Sportverein. Die 1. Mannschaft spielte zunächst in der Frauenkreisliga Düsseldorf, 2020 gelang der Aufstieg in die Bezirksliga. Als Vereinsbotschafterin konnte die Fußball-Nationalspielerin Alexandra Popp gewonnen werden. Zum 1. Juli 2023 wurde der sportlich aktive Bereich – bestehend aus sieben Mannschaften – in die neu gegründete Mädchen-/Frauenabteilung des VfB 03 Hilden überführt.

#### Handball
Die Herren- als auch die Frauenmannschaft der HAT-Handballer „Hildener Wölfe“ spielen in der Regionsoberliga Düsseldorf.

#### Dirtbike
Die Dirtbike-Anlage an der Reisholzstraße bietet eine Landschaft voller Hügel, Schleifen und Kurven.

#### Inline-Skaterhockey
Die fünf Hildener Mannschaften der Flames spielen Inline-Skaterhockey unter dem Dach der Hildener Allgemeinen Turnerschaft. Die Herren I schafften den Aufstieg in die 2. Bundesliga es binnen drei Jahren. Sie trainieren in der „Ellen-Wiederhold-Sporthalle“ am Holterhöfchen.

#### Skaten
Die Skateranlage im Holterhöfchen steht hinter dem Sport- und Freizeitbad Hildorado auf dem Europaplatz.

#### Luftsport
Bereits 1926 wurden am Sandberg in der Hildener Heide die ersten Segelflugversuche unternommen. Damit ist Hilden die Wiege des Segelfluges im Rheinland und kann auf eine lange Tradition zurückblicken. Am Sandberg und später auf dem Segelfluggelände am Weiler Kesselsweier wurde bis 2008 Segelflug betrieben.
Nachdem die Betriebsgenehmigung für das Hildener Fluggelände erloschen war, fusionierte die LSG Kesselsweier im Jahr 2013 mit der LSG Erbslöh in Langenfeld. Der Flugbetrieb erfolgt seitdem auf dem nur wenige hundert Meter von der Stadtgrenze entfernten Segelfluggelände Langenfeld-Wiescheid in Wiescheid.

#### Schießsport
Im Schießsportzentrum der St. Sebastianus Schützenbruderschaft an der Oststraße bietet sich für Sportschützen auf einer modernen Anlage die Möglichkeit, von Luftdruck bis Großkaliber allen Disziplinen des Schießsports nachzugehen.

#### Wassersport
Am Elbsee sind im „Wassersportzentrum Elbsee“ vier Hildener Wassersportvereine, die Seglergemeinschaft Hilden, der Hildener Windsurfing Club, die Ortsgruppe Hilden der DLRG und der Kanu-Club Hilden angesiedelt.

#### Windsurfer
Der Hildener Windsurfing Club wurde 1974 gegründet und hat derzeit 500 Mitglieder. Zu den Aktivitäten des Vereins gehören neben Windsurfen auch Stand-Up Paddling und Angeln.
Gesurft wird seit 1982 auf dem Laacher See in Leverkusen sowie seit 2004 auch auf dem Elbsee.

### Regelmäßige Veranstaltungen
Januar
- Existenz-Gründertag der IHK und Wirtschaftsförderung
- Futsal-Hallenmasters der Hildener Fußballvereine
- Hochzeitsmesse
- Jugend musiziert
- Malwettbewerb #Hildenmalt
- Winterlauf im Stadtwald

Februar
- Altweiber mit Rathaus- und Kasernensturm
- Benefizkonzert des Ausbildungsmusikkorps der Bundeswehr (AMK), Veranstalter Lions Club zusammen mit dem Sinfonischen Blasorchester der Musikschule (SBH) (im Frühjahr)
- Büchermarkt
- Dreck-weg-Tag
- Rosenmontagszug

März
- Auszeit in der Fastenzeit, Konzert in der Kirche St. Jakobus
- Earth Hour für den Klimaschutz
- Immobilienmarkt
- Internationaler Kunstpreis mit QQArt-Kunstausstellungen
- Jugend-musiziert-Endrunden auf Landes- und Bundesebenen
- Komödie, Theater in der Stadthalle
- Rollenspieltag in der Stadtbibliothek
- Workshop zum Internationaler Frauentag

April
- Fabry Antik- und Trödelmarkt
- Ausbildungs- und Studienbörse (im April/Mai)
- Gebrauchtwagenmesse
- Girls’ Day in der Waldkaserne
- Nacht der Bibliothek
- Ostereier-Suche im Stadtpark
- Tag der offenen Musikschule
- Trauerfeier für Sternenkinder auf dem Südfriedhof
- Venentag
- Vorlesewettbewerb der Grundschulen

Mai
- 1. Mai: Kundgebung
- Blumen- und Pflanzmarkt beim Hildener Frühling
- Ehrenamtsbörse
- Führung im Fabry-Museum zum internationalen Museumstag
- Jazztage seit 1996 (im Mai/Juni)
- Jekits-Konzert
- Künstlermarkt (im Mai/Juni)
- Lange Lernnacht in der Stadtbibliothek
- Modenschau
- Süderfest
- Verkaufsoffener Sonntag
- Weindorf

Juni
- Angerfest
- Azubi-Speed-Dating
- Fabry-Museum, Hoffest
- Fahrradtouren zur Bauplanung und Haushaltsinformation (im Frühling, Sommer)
- #HildenTrödelt als Hof-Trödel
- Internationales Kinderfest der Musikschule mit Spielmobil
- Neanderland Biennale
- Schützenfest der St.-Sebastianus-Schützenbruderschaft mit Festumzug
- Stadtradeln

Juli
- Bürgerfestival mit Hildener Musikgruppen
- Fabry-Antik- und Trödelmarkt (im Juni/Juli)
- „Hyrox Charity Event“ am Bandsbusch
- Kinder- und Jugendkunstschule
- Schüler als Straßenmusiker

August
- Büchermarkt
- Büdchentag
- Oldie-Night Open Air (alle zwei Jahre im August auf dem Nordmarkt)
- Street Food Festival
- Tag der offen Tür der Freiwilligen Feuerwehr
- Unternehmertag

September
- Antikmarkt
- Demenz Info Tag
- Dreck-weg-Tag
- Herbstmarkt & Autoschau, ab 2022 Mobilitätstag[135]
- Hildanus-Lauf
- HildenTrödelt-Kids anlässlich dem Weltkindertag
- Immobilientag
- Schülertriathlon am Waldbad
- Tag des offenen Denkmals
- Trödelmarkt auf dem SELGROS-Gelände
- Unternehmertag im Gewerbepark-Süd
- Verkaufsoffener Sonntag

Oktober
- Antik- und Trödelmarkt
- Blumen und Pflanzen beim Herbsttag
- Festakt zum Tag der Deutschen Einheit
- Herbstkirmes
- Hilden spielt in der Stadtbibliothek
- Itterfest
- Jugendschutzwoche „Starke Zeiten“
- Verkaufsoffener Sonntag

November
- Bücher- und Antikmarkt
- Gedenken Volkstrauertag
- Sternmarsch zum Gedenken an die Opfer der Pogromnacht am 9. November 1938 mit Kranzniederlegung
- Verkaufsoffener Sonntag

Dezember
- Sternsinger
- UNICEF-Gala
- Winterdorf und Weihnachtsmarkt[65]

#### Weitere Veranstaltungen mit variablen Terminen
- Internationaler Frauentreff
- Kammerkonzerte des Ausbildungsmusikkorps der Bundeswehr (mehrere über das Jahr verteilt)
- Löwenstark und Elefantengroß, künstlerische Safari für Kinder ab 6 Jahren (Altes Helmholtz)
- Spielevormittag für die Generation Plus in der Stadtbibliothek
- Stadtführungen organisiert durch die VHS-Hilden-Haan

Quelle:

### Ehrenamtliches Engagement
Einmal im Jahr findet in der Hildener Innenstadt die „Ehrenamtsbörse“ statt. Dort präsentieren sich die Organisationen, die mit ihren ehrenamtlichen Mitarbeitern das Soziale Engagement in Hilden prägen.

#### Familienpass
Mit Hilfe des Familienpasses setzt sich die Stadt Hilden gemeinsam mit den teilnehmenden „Familien-Unternehmen“ für ein familienfreundliches Hilden ein. Jede Familie, in der mindestens ein Kind unter 17 Jahren lebt, kann so in den Genuss von Rabatten, Dienstleistungen oder Preisnachlässe bei den teilnehmenden Anbietern kommen.

#### Erfahrungswissen für Initiativen (EFI)
Die Erfahrungswissen für Initiativen (EFI)-Ausbildung ist eine von der Stadt Hilden geförderte Fortbildung für Bürgerinnen und Bürger, die sich in ihrer Stadt in Projekten, sozialen, kulturellen und öffentlichen Einrichtungen engagieren und/oder Projekte ins Leben rufen möchten. Mittlerweile wurden 55 Hildener zu Seniortrainern ausgebildet, die in mehr als 20 Einrichtungen unterschiedlicher Trägerschaft, wie z. B. Nachbarschaftszentren, Kindergärten, Seniorenwohnheimen, Schulen Projekte und Initiativen ins Leben gerufen haben.

#### Lernpaten
In mehr als 130 Wochenstunden betreuen 53 ehrenamtliche Lernpaten persönlich 85 Kinder, die Hilfe brauchen.

#### Ich-Du-Wir
Ich-Du-Wir ist ein ehrenamtliches Projekt, das Schulkinder beim Lesen, Verstehen und Sprechen unterstützt.

#### Digitale Hilfestellung für Senioren
Ehrenamtliche Digitalberater zeigen und erklären im Senioren-Internet-Café (S.I.C.) am Martin-Luther-Weg 1 und in der Stadtbücherei am Nové-Město-Platz das Einrichten von Smartphones, Tablets und Laptops und die Anwendungen von Apps.,

#### Bürger-Solar-Beratung (BSB)
Die Bürger-Solar-Beratung-Hilden informiert ehrenamtlich Hildener über die Dach-Voraussetzungen, Bedingungen, Bürokratie, Kosten und Nutzen einer eigenen, zukunftsfähigen und autonomen Stromerzeugung durch Solartechnik.

## Infrastruktur und Wirtschaft

### Stadtplanung und Umwelt
Bis in die 1960er Jahre war das Umfeld der Stadt landwirtschaftlich geprägt. Noch heute erinnern Quartiernamen an die verschiedenen kleinsten dörflichen Siedlungen der ehemaligen Honschaften Sand, Hahn und Lehn.
Unmittelbar nach Kriegsende strömten verstärkt Heimatvertriebene, vor allem aus Schlesien, in die Stadt. Nach dem Zweiten Weltkrieg verdoppelte sich von 1945 bis 1970 die Einwohnerzahl von 25.000 auf 50.000. Die durch die Zuwanderung verursachte Wohnungsnot wurde durch rege Bautätigkeit behoben. Für Vertriebene und Umsiedler wurden vor allem im Süden der Stadt neue Siedlungen errichtet, in den 1970er Jahren folgten weitere Neubebauungen im Norden und im Osten.
Um den Strukturwandel zu meistern und aktiv in eine gesicherte Zukunft zu planen, hat die Stadtverwaltung das integrierte Handlungskonzept „Zwischenstadt Hilden“ für die Innenstadt entwickelt.
2020 lag der durchschnittliche Mietpreis in Hilden bei 9,31 €/m².
2020 lagen die durchschnittlichen Grundstückspreise bei 400 €/m².
Für Wohn-Immobilien wird 2025 ein Grundsteuer-B-Hebesatz von 650 Prozentpunkten berechnet, 1300 Prozentpunkte sind es für Nicht-Wohngrundstücke.
Auf dem Weg zu einer zukunftsfähigen und emissionsarmen Mobilität der Stadtverwaltung treibt die Stadt Hilden die Elektrifizierung ihres Fuhrparks voran. Die neue Ladeinfrastruktur wurde im Juli 2025 am „Zentralen Bauhof“ in Betrieb genommen.
Der Rat der Stadt Hilden hat grünes Licht gegeben, um „An den Gölden“ auf 40.000 Quadratmetern eine Freiflächen-Photovoltaik-Anlage mit Solarmodulen und Batteriespeicher durch die Stadtwerke errichten zu lassen.

### Verkehr

#### Autoverkehr
Mit dem steigenden Autoverkehrsaufkommen wurde die Verkehrssituation in der zentralen Mittelstraße zu eng.
Zur Entlastung der Innenstadt wurde 1979 die vierspurige Berliner Straße als Innerstädtische Entlastungsstraße eröffnet. Die Berliner Straße ist heute als Bundesstraße 228 mit 26.000 Kraftfahrzeugen pro Tag die stärkst belastete Straße in der Stadt. Dadurch wurde es erst möglich den Verkehr aus der Mittelstraße herauszunehmen und sie als wichtigste Einkaufsmeile vollständig zur Fußgängerzone umzugestalten.
Der Westring verbindet die Ellerstraße über Schalbruch und Meide mit dem Autobahnanschluss Erkrath auf der A 46. Er geht über den Nordring L 282 in die Osttangente über.
1987 erfolgte die Freigabe der Osttangente. Sie läuft vom Hildener Kreuz parallel zur A 3 und entlastet die A3 und den Innenstadtverkehr.
Die Stadt Hilden ist mit dem motorisierten Individualverkehr (MIV) überregional und regional über das klassifizierte Straßennetz erreichbar:

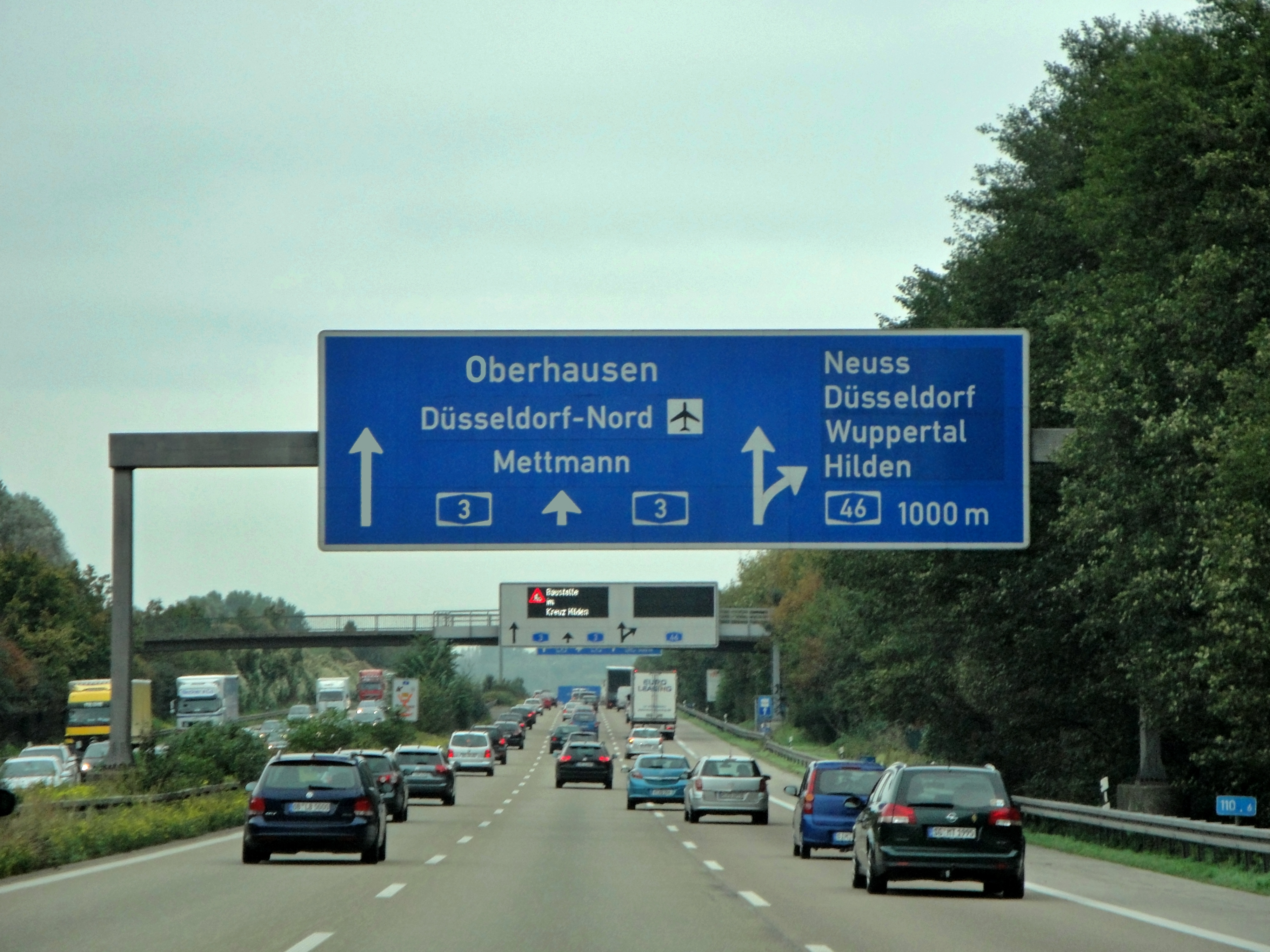
Die A 3 am Autobahnkreuz Hilden (A 3/A 46)

Hilden ist zusammen mit der Nachbarstadt Langenfeld von einem aus den Bundesautobahnen A 46, A 3, A 542 und A 59 gebildeten Karree umschlossen. Mit dem Auto ist Hilden über folgende Verknüpfungspunkte der genannten Autobahnen zu erreichen:
- Hilden über Hildener Kreuz (A 46) (19)
- Anschlussstelle Erkrath (27), Hilden (28)
- Anschlussstelle Düsseldorf-Benrath (22)

Das Autobahnkreuz Hilden wurde 2010 umgebaut, um mehr Verkehr besser zu bewältigen. Unter anderem wurde damals die Strecke zwischen Haan-Ost und Düsseldorf auf drei Fahrspuren ausgebaut. Die Verkehrszählung im September 2015 ergab, dass rund 230.000 Fahrzeuge täglich das Hildener Kreuz nutzen. Der Ersatzneubau der Brücke „In den Birken“ auf der A3 im nördlichen Bereich des Autobahnkreuzes Hilden begann im Februar 2025.
Die Außerortsstraßen verbinden Hilden mit den Nachbarorten:
- B 228 (Düsseldorf-Benrath und Wuppertal über Haan)
- L 85 (Düsseldorf-Hassels und Solingen-Ohligs)
- L 282 Westring – Nordring
- L 288 Haan und Solingen (Trotzhilden)
- L 403 (Mettmann und Langenfeld)
- L 404 (Düsseldorf-Gerresheim und Erkrath)

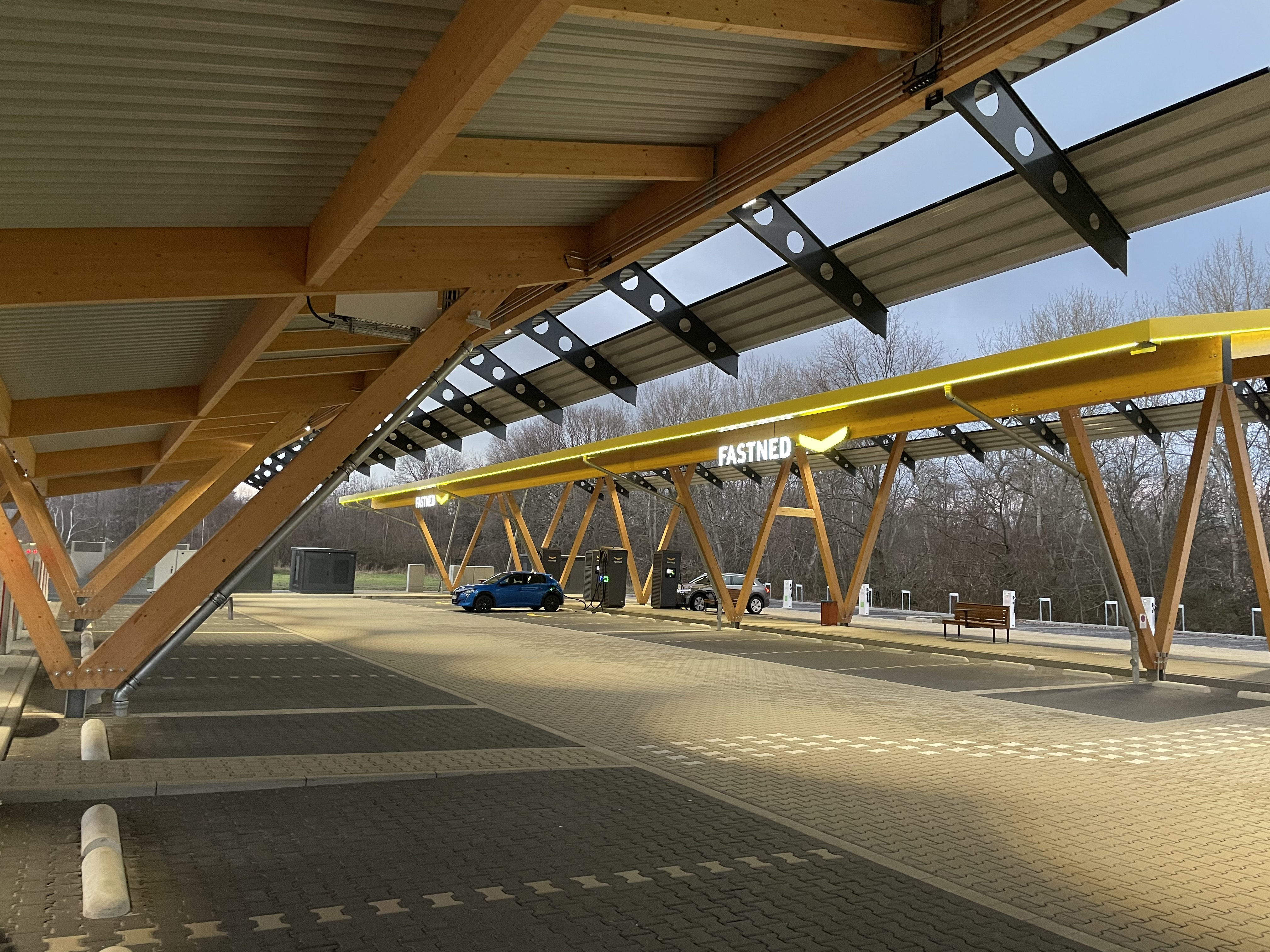
Ladepark Seed & Greet mit Sicht auf Fastned-Ladepunkte

Im Gewerbepark am Autobahnkreuz Hilden wurde am 15. Februar 2020 ein großer Ladepark für Elektroautos eröffnet.

#### Öffentlicher Personennahverkehr
Hilden liegt im Bereich des VRR und ist mit der Linie S1 der S-Bahn Rhein-Ruhr sowie mehreren Buslinien (741, 781, 782, 783, 784, 785, DL 4, DL 5, O 3) der Rheinbahn erreichbar.
Von besonderer Bedeutung für den innerstädtischen Personenverkehr ist die 1999 eingerichtete Ortsbuslinie O 3, die in Nord-Süd-Richtung quer durch die Stadt verläuft.
Es gibt in Hilden zwei S-Bahn-Stationen: den Bahnhof Hilden (eröffnet 1874) und den Haltepunkt Hilden Süd (seit 1979). Der S-Bahn-Verkehr zwischen Düsseldorf, Hilden und Solingen wurde 1980 aufgenommen. Die heutige S-Bahn S1 ist 97 km lang und verläuft von Dortmund – Bochum – Essen – Mülheim (Ruhr) – Duisburg – Düsseldorf Flughafen – Düsseldorf – Hilden – nach Solingen.

#### Fahrradverkehr
Hilden verfügt über ein umfangreiches Radwege-Netz. Ebenso sind in der Stadt mehrere Fahrradstraßen vorhanden, weitere sind geplant. Hilden verfügt über eine Vielzahl von Fahrradständern mit massiver Verankerung sowie von der Stadt anmietbare, geschlossene Fahrradboxen an Haltestellen des öffentlichen Personennahverkehrs, beispielsweise an den S-Bahnhöfen. Ständer und Boxen werden von der Herstellerfirma unter dem Modellnamen „Hilden“ deutschlandweit vertrieben.

#### Fußverkehr
In Hilden gibt es eine 2400 m lange Fußgängerzone, die in den letzten Jahren durch den Bau des Itter-Karrees nach Süden auf den Worrington-Platz ausgedehnt wurde. Rund um die Fußgängerzone hat sich ein Netz aus verkehrsberuhigten Straßen angesiedelt, die den innerstädtischen Bereich für den Fußverkehr erweitern.
Weiterhin führt der Neanderlandsteig mehrfach durch Hilden hindurch.

### Verkehrsgeschichte

#### Eisenbahn und S-Bahn
Hilden wurde am 19. November 1874 mit der Eröffnung der Strecke Troisdorf – Opladen – Hilden – Düsseldorf-Eller – Mülheim-Speldorf, die heute nur noch im Güterverkehr betrieben wird, und dem an dieser Strecke liegenden Bahnhof Hilden an das Eisenbahnnetz angeschlossen.
Die Bahnstrecke Düsseldorf – Solingen, die heute nur noch im Personenverkehr betrieben wird, wurde in 3 Etappen eröffnet. Am 1. Oktober 1891 wurde zusammen mit dem ersten Düsseldorfer Hauptbahnhof auch eine neue Bahnstrecke von dort zum Bahnhof Eller an der Strecke Troisdorf – Mülheim-Speldorf eröffnet, so dass eine durchgehende Bahnverbindung zwischen dem damaligen Düsseldorfer Hauptbahnhof und Hilden bestand.
Mit der Inbetriebnahme der Bahnstrecke Hilden – Ohligs-Wald wurde am 3. Januar 1894 diese über Ohligs-Wald zum damaligen Solinger Hauptbahnhof verlängert.
Mit der Eröffnung eigener Gleise (parallel zu denen der stark befahrenen Güterzugstrecke Troisdorf – Mülheim-Speldorf) zwischen Düsseldorf-Eller und Hilden wurde am 30. Juli 1979 diese Strecke vollendet.
Seit dem 28. September 1980 ist Hilden an das S-Bahn-Netz Rhein-Ruhr angeschlossen. Zuvor wurde bereits am 26. September 1976 der Haltepunkt Hilden Süd in Betrieb genommen.

#### Straßenbahn
Von 1898 bis 1962 verkehrte in Hilden auch zwei Meterspur Straßenbahnen. Die Linie V wurde von 1898 bis 1899 in Etappen von Düsseldorf-Oberbilk über Benrath – Hilden – Haan nach Vohwinkel gebaut. Die Linie O ging ebenfalls von Benrath nach Hilden. Dort an der Gabelung zweigte sie ab und lief von Hilden nach Ohligs weiter. Dieser Abschnitt wurde durch die Bergische Kleinbahnen AG gebaut und von ihr bis 1911 betrieben. Der Haltestellenname „Hilden Gabelung“ erinnert bis heute an die Straßenbahn, die sich an dieser Stelle in die Strecken nach Vohwinkel und Ohligs gabelte.
Danach ging dieses Netz an die Rheinische Bahngesellschaft AG Düsseldorf, über. Ab 1917 wurde der Streckenabschnitt Oberbilk – Benrath durch eine Straßenbahn mit Normalspur ersetzt.
Das verbliebene „Benrather Netz“ mit der Linie V (Benrath – Hilden – Vohwinkel) und der Linie O (Benrath – Hilden – Ohligs) wurde weiter als Meterspur bis 7. Mai 1961 (Linie V) bzw. 15. April 1962 (Linie O) betrieben.
Von den 1936 beschafften 14 vierachsigen Straßenbahnwagen waren 4 Fahrzeuge im Krieg zerstört worden, die übrigen 10 wurden anschließend verkauft. 5 Triebwagen gingen an die Straßenbahn Aachen, wo sie bis 1969 im Einsatz waren, sowie 5 weitere an die österreichische Stern & Hafferl Verkehrsgesellschaft, wo sie, zuletzt auf der Lokalbahn Vöcklamarkt–Attersee, teilweise noch bis 1999 im Einsatz waren.
Ein zuletzt in Aachen eingesetztes Fahrzeug befindet sich in betriebsfähigem Zustand im Bergischen Straßenbahnmuseum in Wuppertal-Kohlfurth.

### Wirtschaft

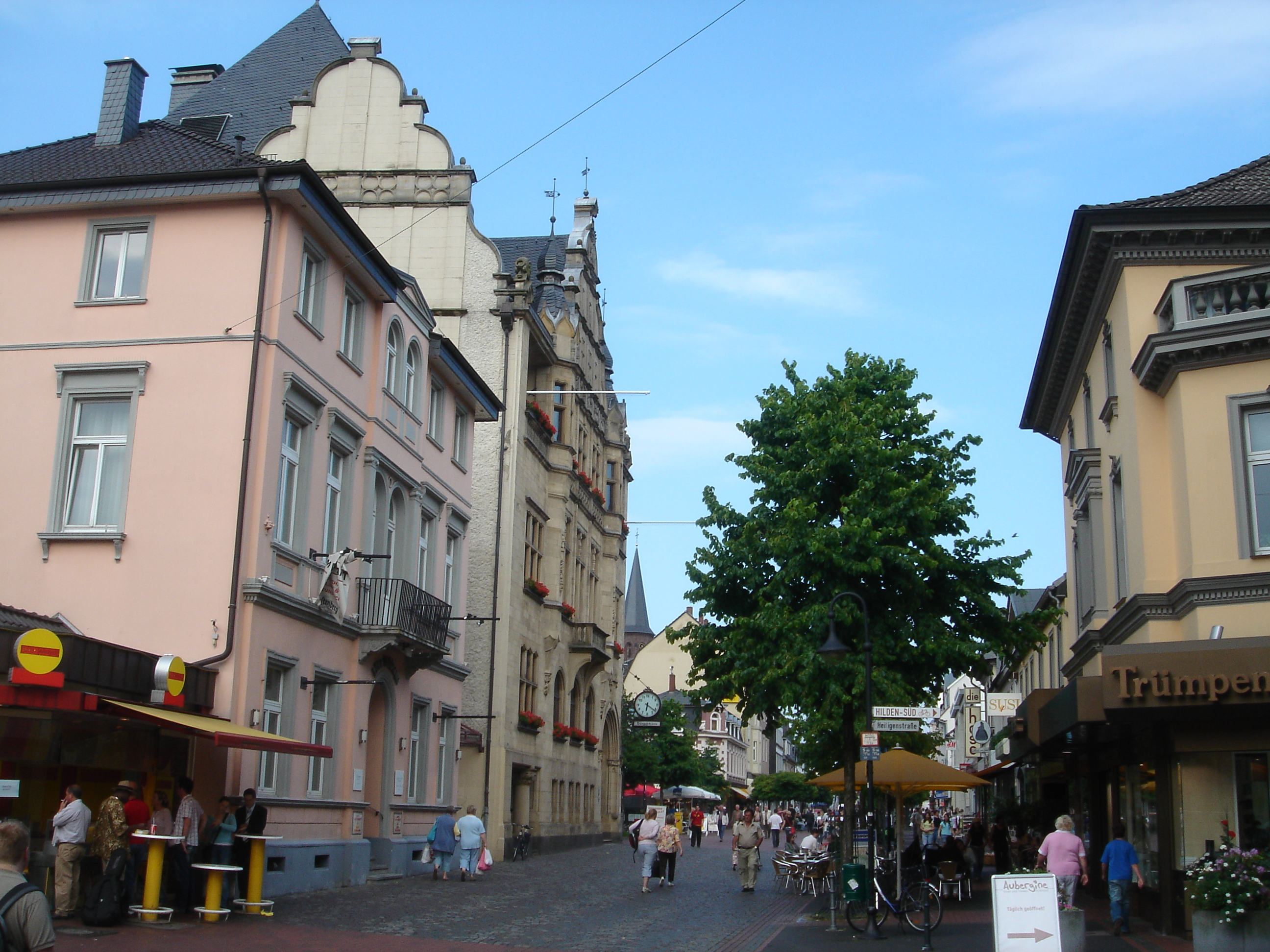
In der Mittelstraße konzentriert sich der Einzelhandel. Links das ehemalige Meldeamt und das Bürgerhaus, bis 1990 Rathaus.

Die einseitig industriell geprägte Wirtschaftsstruktur, die Hilden während des 20. Jahrhunderts aufwies, gehört heute der Vergangenheit an. Die Spindler-Textilwerke, die drei Betriebe in Hilden unterhielten, mussten 1970 schließen. Die Thyssen AG und Mannesmannröhren-Werke AG verließen Hilden infolge der schweren Wirtschaftskrise um 1980.
Wenige Großbetriebe sind heute noch erhalten, darunter AkzoNobel (ehemals ICI Paints bzw. davor Hermann Wiederhold Lackfabriken); die 1889 gegründete Böllinghaus Steel GmbH und seit 29. März 1958 3M. Letztere betreiben in Hilden ihr europaweit größtes Werk.
Insbesondere der Niedergang der Stahl- und Metallindustrie zwang die Stadt zum gewerblichen Strukturwandel, der äußerst erfolgreich verlaufen ist. Der Schwerpunkt der Gewerbeansiedlung liegt bei kleinen und mittelständischen Unternehmen, die je nach betrieblicher Ausrichtung in Stadtrandlagen oder in der Innenstadt angesiedelt sind. Dabei wurde darauf geachtet, dass der Nachfrage nach kleinen Gewerbeeinheiten durch entsprechende Parzellierung der Gewerbeflächen Rechnung getragen wurde. Angesichts der extremen Flächenknappheit in einer der am dichtesten besiedelten Städte Deutschlands ist auch die Arbeitsplatzintensität ein Ansiedlungskriterium für neue Unternehmen. Im Laufe der achtziger und neunziger Jahre hat sich Hilden so als Dienstleistungs- und Technologieschwerpunkt etablieren können.
Zu den in Hilden ansässigen Unternehmen gehören 3M; AkzoNobel; ASK Chemicals; Aristo-Pharma Gruppe-Lindopharm GmbH; HDI Deutschland Bancassurance; HDI-Lebensversicherung AG der Versicherungsgruppe Talanx; Gepsenix Energy SE; Inkovideo GmbH & Co. KG; Midoco; Vion Hilden; Ökoworld AG ehemals Versiko AG; PPG Industries; Qiagen; Soeffing Kälte Klima; Wenko-Wenselaar; Zweihorn und viele Betriebe aus den Sektoren Technologie und Logistik.
Der Bio-Bäcker Roland Schüren betreibt seine E-Auto-Ladeparks am Mühlenbachweg und die Tesla Supercharger in der Giesenheide am Autobahnkreuz Hilden.
Die Remondis-Tochter Remex GmbH betreibt in Großhülsen das Hildener Recyclingzentrum zur Behandlung, Lagerung und Umschlag von nicht gefährlichen Abfällen. Zusätzlich soll jetzt der Umschlag, Lagerung und Behandlung gefährlicher und nicht gefährlicher künstlicher Mineralfasern aus dem Bau- und Abbruchbereich hinzukommen.
Der Gewerbesteuersatz liegt seit 2012 bei 400 %.
Die Arbeitslosenquote betrug in Hilden im Juni 2025 6,4 % und ist so hoch wie im Juni 2024. Sie liegt damit unter der des Kreises Mettmann (7,1 %).

### Einzel-/Großhandel
Das Hildener Stadtmarketing bewirbt intensiv den Handelsstandort Hilden. Insbesondere der Einzelhandel ist intensiv gefördert worden, so dass Kaufkraft aus dem Umland zufließt. Hilden hatte 2012 einen Einkaufsindex von 122; 2013 stieg er auf 127,8 und 2017 auf 130.
Die Umsatzkennziffer (gesamter jährlicher Einzelhandelsumsatz am Ort dividiert durch die durchschnittliche Pro-Kopf-Verbrauchsausgabe auf Bundesebene) beträgt 132.
Die 340 Hildener Einzelhändler machen auf einer Verkaufsfläche von 133.765 Quadratmeter knapp 60 Prozent (rund 273 Millionen Euro) ihres Umsatzes mit einheimischen Kunden und etwa 40 Prozent (182 Millionen Euro) mit Kunden von auswärts. Die Hildener kaufen in alle Sortimenten zu 70 Prozent in ihrer Heimatstadt ein.
Auch der Großhandel hat in Hilden eine lange Standorttradition. Aufgrund der verkehrsgünstigen Lage hat sich eine Vielzahl von Speditions- und Transportunternehmen angesiedelt.
Der Düsseldorfer Großmarkt „City Docks“ mit 17 Einheiten ist 2025 nach Hilden in die Siemensstraße 20 umgezogen.
Der neue Standort im Zentrum des Städtedreiecks Düsseldorf, Köln und Wuppertal bietet auf 27.400 m² nicht nur mehr Platz und bessere logistische Möglichkeiten, sondern auch eine modernisierte Infrastruktur, die den heutigen Anforderungen als zentraler Umschlagplatz für frisches Obst und Gemüse gerecht wird.

### Wochenmarkt
Es gibt in Hilden dreimal pro Woche die Gelegenheit auf einem Wochenmarkt einzukaufen:
Bei dem Hauptmarkt (auf dem Nové Mesto Platz) sind die Marktzeiten mittwochs von 7.00 bis 13.00 und samstags von 7.00 bis 13.30 Uhr.
Der Nordmarkt (auf dem Parkplatz zwischen Beethovenstraße und Lortzingstraße) findet freitags: 8:30 – 15:00 Uhr statt.

### Verbandswesen
Hilden ist Sitz einer der beiden Bundesgeschäftsstellen der Gewerkschaft der Polizei. Die andere befindet sich in Berlin.
Der Hildener Industrieverein e. V. wurde am 9. März 1955 gegründet. Die Gründungsmitglieder waren: Gert P. Spindler (Paul-Spindler-Werke KG), Paul Schiegries (Eisenwerk Hilden AG), Hugo Glasmacher (Blechwarenfabrik Gruß & Co.), August Vollmer (Phoenix-Rheinrohr AG) und Walter Wiederhold (Hermann Wiederhold Lackfabriken). Die Mitgliederzahl von ehemals etwa 30 Unternehmen ist heute auf rund 100 mit etwa 8500 Beschäftigten gestiegen. Die lokale, heute weitgehend mittelständische Industrie pflegt die Gemeinsamkeit unter Unternehmerkollegen, bezieht Stellung und engagiert sich bei Themen zum Arbeitsmarkt, der Berufsausbildung und Umweltschutz.
Der Industrieverein bringt sich in das politische sowie in das gesellschaftliche Leben in Hilden ein. Er tritt als Sponsor für kommunale Vereine, Veranstaltungen und Projekte auf. Der Industrie-Verein feierte im September 2015 sein 60-jähriges Bestehen.
Die Mittelstands- und Wirtschaftsvereinigung Hilden (MIT) macht sich für die Interessen des Mittelstandes unternehmerisch und gesellschaftlich stark.

### Handwerker
In Hilden sind 247 Handwerker gemeldet.

### Medien
- Rheinische Post, Lokalredaktion Hilden – regionale Tageszeitung, Rheinische Post Verlagsgesellschaft mbH
- Westdeutsche Zeitung, Lokalausgabe Kreis Mettmann – regionale Tageszeitung mit Textübernahmen der Rheinischen Post, Verlag: Westdeutsche Zeitung GmbH & Co. KG
- Hildener Wochenanzeiger – lokales Anzeigenblatt (Mittwoch und Samstag), Verlag: WVW Westdeutsche Verlags- u. Werbegesellschaft mbH
- Radio Neandertal – lokaler Radiosender für den Kreis Mettmann

Daneben haben in Hilden der Verlag Deutsche Polizeiliteratur, der Becker Joest Volk Verlag (Gartenliteratur) und die B&L Mediengesellschaft (Kunden- u. Fachzeitschriften) ihren Sitz.

### Schule und Bildung
Seit 2009 ist Hilden die „Bildungsstadt Hilden“. Unter der Regie des Amtes für „Jugend, Schule und Sport“ arbeitet im „Stellwerk“ ein lokales Bildungsnetzwerk. Es hat zum Ziel, alle bildungsrelevanten Einrichtungen, Personen und Prozesse im gemeinsamen Handeln zusammenzuführen.
Hilden verfügt über ein gut ausgebautes Schulsystem. Die Schulen sind größtenteils in städtischer Regie, es gibt aber noch mehrere kirchliche Schulen, evangelische und katholische sowie eine christlich-freikirchliche. Bis auf die katholische Mädchen-Realschule hat sich an allen Schulen die Koedukation durchgesetzt. Informationen über die weiterführenden Schulen befinden sich auf den jeweiligen Webseiten. Details zu den Grundschulen findet man im Hildener Schulportal.
Die Marie Colinet-Sekundarschule hat seit ihrer Errichtung im Jahr 2013 kontinuierlich die vorherigen Gebäude der Wilhelm-Fabry-Realschule, die keine neuen Schüler mehr aufnahm und deren Betrieb am 29. Juni 2018 eingestellt wurde, übernommen. Die Wilhelm-Fabry-Realschule war im Jahr 1955 als Städtische Knaben-Realschule errichtet worden.
Die Marie-Colinet-Sekundarschule wurde für ihr besonderes Engagement zur Förderung digitaler Kompetenzen mit dem Titel „fobizz Schule 2024/25“ ausgezeichnet.
Das Dietrich-Bonhoeffer-Gymnasium und die Wilhelmine-Fliedner-Gesamtschule bilden das Evangelische Schulzentrum Hilden. Das langjährig dort ebenfalls befindliche Internat wurde 2015 geschlossen.
Die beiden Arbeitsgemeinschaften der Chemie und der Physik des Helmholtz-Gymnasium Hilden melden regelmäßig Arbeiten für den Wettbewerb „Jugend forscht“ ein. Viele Projekte sind als Regional-, Landes- oder Bundessieger preisgekrönt worden.
Gymnasien:
- Dietrich-Bonhoeffer-Gymnasium (ev. Privatschule)[190]
- Helmholtz-Gymnasium Hilden (städtisch)[191]

Realschule:
- Theresienschule (freie, katholische Mädchen-Realschule)[192]

Sekundarschule:
- Marie-Colinet-Sekundarschule Hilden[187]

Gesamtschulen:
- Wilhelmine-Fliedner-Gesamtschule (ev. Privatschule)[190]
- Bettine-von-Arnim-Gesamtschule (Zweckverband Hilden-Langenfeld)[193]

Berufskolleg:
- Berufskolleg Hilden des Kreises Mettmann

Grundschulen:
- Wilhelm-Hüls-Schule, Augustastraße (städtisch)
- Grundschulverbund Beethovenstraße (städtisch)
- Walter-Wiederhold-Schule, Düsseldorfer Straße (städtisch, Verbund mit Schule Schulstraße)
- Grundschulverbund im Kalstert (städtisch, Verbund mit Schule Walder Straße)
- Freie Christliche Schule, Kölner Straße (privat, evangelisch)
- Astrid-Lindgren-Schule, Richrather Straße und Zur Verlach (städtisch, katholisch)
- Offene Ganztagsschule am Elbsee, Schalbruch (städtisch)
- Grundschulverbund Schulstraße (städtisch, Verbund mit Walter-Wiederhold-Schule)
- Schule Walder Straße (städtisch, Verbund mit Schule im Kalstert)
- Wilhelm-Busch-Schule, Richrather Straße und Zur Verlach (städtisch)

Förderschulen:
- Lortzingstraße (Förderschule des Kreises Metmann im integrativen Verbund)[194]

Sonstige Bildungsstätten:
- Musikschule Hilden (städtisch)[51]
- Volkshochschule Hilden-Haan[52]
- Institut für öffentliche Verwaltung NRW (IöV) mit Landesprüfungsamt für Verwaltungslaufbahnen (LPA)[195]
- Schule für Circuskinder in NRW Primarstufe und Sekundarstufe I (mobil, Träger: Evangelische Kirche im Rheinland)[190]
- Stadtbücherei Hilden
- Fünf öffentliche Bücherschränke: auf dem Ellen-Wiederhold-Platz, in der Talstraße, an der Walder Straße, an der Zelterstraße und als Jugendbücherschrank auf dem Warringtonplatz.

### Kinder
Der „mobile Mitmachzirkus Hilden“ lädt bei Außen-Veranstaltungen Kinder und Erwachsene zum Jonglieren, Balancieren, Laufen, Werfen, Klettern ein. Die Teilnehmer werden zu kleinen Zirkusartisten und lassen das große bunte Tuch hochschweben.

### Senioren
Die Seniorenberichte 2013 und 2015 der Stadtverwaltung, „Zahlen und Fakten zur Seniorenarbeit“, zeigen die Vielfältigkeit der Seniorenarbeit mit dem Ziel für Senioren lebenswerte und liebenswerte Verhältnisse in Hildens Quartieren zu bewahren.

#### Seniorenbüro
Das Seniorenbüro im Bürgerhaus kümmert sich um Belange für Ältere und Junggebliebene. Speziell auf die Bedürfnisse älterer Menschen zugeschnittene Informationen, Anlaufstellen und Beratungsangebote werden weitergegeben.

#### Stellwerk
Das Stellwerk gibt den „Seniorenratgeber der Stadt Hilden, Information für ältere Menschen“ heraus. In ihm finden sich Institutionen und Ansprechpersonen für fast alle Lebenslagen, die für ältere Bürgerinnen und Bürger sowie für alle Interessierten relevant sein können. Der Ratgeber ermöglicht, die vielfältigen Angebote zur Beratung und Hilfestellung für verschiedene Lebenssituationen zu finden.

#### Seniorenbeirat
Die für fünf Jahre gewählten, ehrenamtlichen Vertreterinnen und Vertretern des Seniorenbeirat setzen sich für die Interessen von älteren Bürgerinnen und Bürgern ein. Der überkonfessionelle und unabhängige Seniorenbeirat setzt sich aus ehrenamtlichen Vertreterinnen und Vertretern von Senioreneinrichtungen, Bürgervereinen, Vereinen und Verbände sowie Einzelbewerbern zusammen.

#### Basisgruppen Zwar, Hilden 50+ in den Nachbarschaftszentren
In den Stadtteilen hat sich ein Netzwerk von „Hilden50plus“ Gruppen gebildet, mit Menschen in der dritten Lebensphase die gemeinsam etwas unternehmen. Die 11 Basisgruppen treffen sich regelmäßig in den fünf Nachbarschaftszentren:
Robert-Gies-Haus der AWO Hilden, Clarenbachweg 7–9;
In der Mensa der GGS Kalstert, Kalstert 86;
St. Marien der kath. Kirchengemeinde St. Jacobus, Meide 2;
St. Jacobus, kath. Kirchengemeinde, Mittelstraße 8;
Josef-Kremer-Haus der AWO Hilden, Schulstraße 35;
Haus im Süden, St. Konrad-Allee 76a
In den lokalen Basisgruppen treffen sich Teilnehmer zu selbstorganisierten Aktivitäten, lernen sich kennen und unterstützen sich gegenseitig. Die verschiedenen Freizeitgruppen sind zum Beispiel:
Nordic Walking, Wandern, Fahrradfahren oder auch Spaziergänge mit Hundebesitzern,
Kulturreisen, Theater- und Museumsbesuche, Betriebsbesichtigungen, Event- und Konzertbesuche,
Diskussionsrunden zu gesellschaftlichen Themen, Politik und Nachbarschaft,
Gemeinsames Kochen, Essen gehen,
Fotografie, PC-Gruppe,
Singkreise,
Spieleabende mit Karten- oder Gesellschaftsspielen,
Boule, Kegeln/Bowling, Tanzen, Eisstockschießen

### Gesundheit

#### Krankenhäuser
- St.-Josefs-Krankenhaus, Walder Straße 34-38: Das 1938 gegründete St.-Josefs-Krankenhaus wurde 2024, nach der Insolvenz des Trägers Kplus-Gruppe, durch die Gemeinnützige Gesellschaft der Franziskanerinnen zu Olpe übernommen.

Das Krankenhaus in Hilden bildet seit dem 1. Januar 2024 als „GFO-Kliniken Mettmann-Süd“ nun einen Klinikverbund mit dem St.-Martinus-Krankenhaus im Stadtteil Richrath der Nachbarstadt Langenfeld. Das Haus in Hilden verfügt über 183 Betten. Es behandelte und therapierte in den spezialisierten Fachabteilungen, mehr als 7.630 medizinische Fälle jährlich.
Das gemeinsame Ziel ist der Aufbau einer leistungskräftigen Grund- und Regelversorgung in Langenfeld und Hilden, mit jeweils den Bereichen Allgemeine Innere Medizin und Allgemeine Chirurgie. Die Notfallmedizinischen Versorgung wird künftig komplett am Standort in Hilden stattfinden. Das St.-Josefs-Krankenhaus in Hilden bietet das ganze Spektrum der komplexen stationären Behandlung im Bereich der konservativen und operativen Medizin an. In Hilden werden die Kliniken für Anästhesie und Intensivmedizin, Allgemeine Innere Medizin, die Orthopädie, Unfallchirurgie und Wirbelsäulenchirurgie, Frauenheilkunde und Geburtshilfe mit neuem Kreißsaal, Gynäkologie, Senologie Mund-, Kiefer- und Gesichtschirurgie und Plastische Chirurgie angesiedelt sein.
- Direkt neben dem St. Josefs Krankenhaus wurde im MediPlus für die ambulanten und stationären Patienten ein großes Physiotherapie- und Logopädie-Zentrum eröffnet.[209]

- Remigius-Venenklinik: Die Venenfachklinik mit angeschlossenem medizinischem Versorgungszentrum (MVZ) an der Hagelkreuzstraße 37 in Hilden, erst Capio-Klinik, dann Bergman Clinics und seit Januar 2024 Remigius-Klinik im Park, behandelt jährlich mehr als 20.000 Patienten.[210]

#### Medizinische Versorgungszentren (MVZ)
- MVZ 360 Grad Nuklearmedizin – Praxis im MEDIPLUS HILDEN Am St.-Josefs-Krankenhaus
- MVZ der Remigius Klinik im Park
- Radprax MVZ Hilden GmbH[211]

#### Ärzte
In Hilden praktizieren Ärzte auf den Fachgebieten: Allgemeinchirurgie; Allgemeinmedizin; Anästhesie; Arbeitsmedizin; Diagnostische Radiologie; Frauenheilkunde und Geburtshilfe; Gynäkologie; Hämatologie und Onkologie; Haut- und Geschlechtskrankheiten; Innere Medizin; Kardiologie; Kieferorthopädie; Kinder- und Jugendlichenpsychotherapie; Kinderheilkunde; Nephrologie; Oralchirurgie; Orthopädie; Pathologie; Pneumologie; Psychologie; Psychotherapie; Unfallchirurgie; Urologie; Zahnarzt.

## Persönlichkeiten

### Ehrenbürger
- Otto von Bismarck (1815–1898), Reichskanzler, seit 11. März 1895
- Wilhelm Ferdinand Lieven (1839–1902), Gutsbesitzer und 1. Beigeordneter, seit 17. September 1900
- Fritz Gressard (1839–1923), Fabrikant und 1. Beigeordneter, seit 26. Mai 1914
- Walter Wiederhold (1885–1959), Fabrikant, seit 9. Mai 1952
- Ellen Wiederhold (1921–1995), Fabrikantin und Bürgermeisterin, seit 4. November 1994[212]

### Persönlichkeiten, die vor Ort in Hilden gewirkt haben
- Johann Wilhelm Kampf (1799–1875), Industrieller und Kommunalpolitiker
- Paschalis Gratze (1819–1896), Orgelbauer, Kirchenplaner und Baumeister
- Wilhelmine Fliedner (1835–1904), Diakonisse und Schulgründerin
- Wilhelm Albermann (1835–1913), Bildhauer
- Wilhelm Ferdinand Lieven (1839–1902), Gutsbesitzer, Kommunalpolitiker und Ehrenbürger der Stadt
- Otto March (1845–1913), Architekt
- Arnold Künne (1866–1942), Bildhauer
- Adolf Wirtz (1872–1953), Ingenieur und Industrie-Manager
- Walter Furthmann (1873–1945), Architekt u. a. des alten Hildener Rathauses
- Albert Engstfeld (1876–1956), Maler
- Arved von Schultz (1883–1967), Geograph
- Rudolf Zieseniss (1883–1959), Bildhauer und Porträtmaler
- Walter Wiederhold (1885–1959), Fabrikant und Ehrenbürger
- Heinrich Rosskotten (1886–1972), Architekt
- Alfred Zschorsch (1887–1956), Bildhauer
- Emil Jungblut (1888–1955), Bildhauer
- Oskar Seipold (1889–1966), Politiker, Textilfabrikant
- Leo Meyer (1891–1953), jüdischer Getreide- und Futtermittelhändler
- Bernhard Rotterdam (1893–1974), Architekt
- Adolf Reichwein (1898–1944), Pädagoge und Kulturpolitiker
- Heinrich Strangmeier (1899–1986), Bibliothekar, Kommunalbeamter und Historiker
- Johann Hinrich Lentze (1900–1983), Widerstandskämpfer gegen den Nationalsozialismus.
- Heinrich Adolfs (1901–1964), Maler, Zeichner und Bildhauer
- Werner Albert (1901–1980), Ingenieur, Geschäftsführer der Röhrenwerke Hilden GmbH, 1945 Wehrwirtschaftsführer
- Mathias Ludwig Schroeder (1904–1950), Schriftsteller
- Robert Gies (1904–1980), Bürgermeister und Landtagsabgeordneter
- Hans Heuser (1904–1953), Architekt
- Otto Flehinghaus (1904–1987), Jurist und Politiker
- Hans Peter Feddersen (1905–1998), Bildhauer
- Helmut Hentrich (1905–2001), Architekt
- Erich Warsitz (1906–1983), Testpilot und Unternehmer[213]
- Peter Poelzig (1906–1981), Architekt
- Bernhard Heiermann (1907–1957), Evangelischer Pfarrer
- Wilhelm Braun-Feldweg (1908–1998), Industriedesigner
- Hans Martin Freyer (1909–1975), Werbegrafiker und Porzellandesigner, Dozent am Baukreis Hilden
- Adolf Metzner (1910–1981), Architekt
- Walther Bergmann (1914–1979), Werbegrafiker und Heraldiker, Dozent am Baukreis Hilden
- Ellen Wiederhold (1921–1995), Fabrikantin, Bürgermeisterin und Ehrenbürgerin
- Leonhard Günther Hoppe (1923–1986), Gewerkschafter und Arbeitsrechtsexperte
- Leonhard Nienartowicz (1924–1995), Bildhauer, Glasmaler und Maler
- Hans-Günter Eckerth (1925–2004), Pädagoge und Kommunalpolitiker
- Manfred Franke (1930–2020), Schriftsteller
- Erwin Schleberger (1930–2013), Jurist, Lehrbeauftragter
- Gerd Reutter (* 1931), Künstler, Kulturverein Industrietempel
- Joachim Klinger (1932–2024), Jurist, Lyriker, Karikaturist, Illustrator
- Julius Wimmer (1932–2021), Bildhauer
- Alfred Noell (1933–2023), Autor, Journalist und Fernsehregisseur
- Olaf Höhnen (1933–2009), Bildhauer, Grafiker und Maler
- Hubertus Franzen (* 1934), Kulturmanager, Leiter von Kulturamt und Volkshochschule (1972–1981)
- Werner Friese (1934), Leiter des Awo-Ortsvereins Hilden[214]
- Willy L. Bitter (* 1936), Bildhauer
- Manfred Kuttner (1937–2007), Grafiker
- Wilhelm Bungert (* 1939), Tennisspieler
- Hans-Joachim Uthke (* 1941), Grafiker
- Jürgen Guttenberger (1941–2025), Politiker
- Walter Haas (1941–2022), Gewerkschafter
- Gustav Adolf Schröder (* 1943), Sparkassen Vorstandsvorsitzender
- Christa Murken (* 1944), Kunsthistorikerin, Malerin
- Ralf Siepmann (* 1945), Journalist und Autor
- Günter Eichberg (1946–2018), Unternehmensberater
- Jörg Bettendorf (* 1946), Notar
- Günter Scheib (* 1947), Lehrer, Bürgermeister in Hilden (1994–2009)
- Frank Golczewski (* 1948), Historiker
- Barbara Kisseler (1949–2016), Kulturmanagerin, Leiterin des Kulturamts (1982–1986)
- Franz Lamprecht (* 1951), Dirigent
- Horst Thiele (* 1952), Politiker, Bürgermeister
- Astrid Karuna Feuser (* 1953), Künstlerin, Philosophin
- Christoph Mancke (* 1953), Bildhauer
- Michael Schramm (* 1953), Militärmusiker, Dirigent, Musikwissenschaftler
- Thomas Hendele (* 1953), Landrat des Kreises Mettmann, seit 2012 Präsident des Landkreistages Nordrhein-Westfalen
- Thomas Bernhardt (* 1955), Grafiker, Stadthistoriker, Gründer der Geschichtswerkstatt Düsseldorf
- Axel Fischbacher (* 1956), Jazzgitarrist
- Michael Schophaus (* 1956), Journalist und Chefredakteur
- Manfred „Mani“ Neumann (* 1958), Musiker, „Teufelsgeiger“ der Band Farfarello[215]
- Harald Birkenkamp (* 1950), Beigeordneter, Kämmerer und Bürgermeister
- Peter Baumgärtner (* 1958), Jazzmusiker
- Rafael Ramírez (* 1959), Maler
- Robert Kuckertz (* 1959), Militärmusiker und Dirigent
- Metin Colpan (), Biotechnologe, Ingenieur und Unternehmer
- Mickey Neher (* 1966), Jazzschlagzeuger
- Sandro Wiesner (* 1966), Brigadegeneral der Feldjäger
- Birgit Alkenings (* 1967), 2014–2020 Bürgermeisterin von Hilden, Chemikerin
- Thomas Becker (* 1967), Kanute
- Claus Pommer (* 1969), seit 2020 Bürgermeister von Hilden
- Antoine Hey (* 1970), Fußballtrainer
- André Pilling (* 1973), Architekt
- LAHS (Lars Murach) (* 1974), Cartoonist und Karikaturist
- Sandra Abend (* 1976), Kunsthistorikerin, Kuratorin, seit 2019 Leiterin des Wilhelm-Fabry-Museums in Hilden
- Stephan Bosenius (* 1976), Hörspielproduzent, Autor, Herausgeber und Geschäftsführer des Hörspielverlags Titania Medien in Hilden
- Dominik Hebestreit (* 1979), Dipl.-Kommunikationsdesigner, Graffiti-Künstler[216][217][218]
- Franziska Scheffler (* 1989), Duathletin, Triathletin

### Bekannte Personen mit Bezug zu Hilden
- Wilhelm Fabry (1560–1634), Arzt[11]
- Marie Colinet (), Hebamme, Wundärztin und Autorin, Frau von Wilhelm Fabry
- Wilhelm Hüls (1598–1659), reformierter Theologe
- Antonius Hulsius (1615–1685), Philologe und reformierter Theologe
- Richard Kampf (1859–1919), Architekt des Historismus, Regierungsbaumeister in Ratibor/Schlesien, Stadtbaumeister in Lüneburg
- Karl Spiegel (1868–1932), Gewerkschafter, Politiker (SPD), Reichstagsabgeordneter
- Max Volmer (1885–1965), Chemiker, Mitarbeiter am sowjetischen Atombombenprojekt, Präsident der Akademie der Wissenschaften der DDR
- Hans Breker (1906–1993), Bildhauer
- Erich Radscheit (1911–2008), Maler und Grafiker abstrakter Werke
- Rudolf Stuckert (1912–2002), Maler und Galerist
- Friedrich Fabig (1916–1986), Gemüsezüchter in Quedlinburg
- Hans-Peter Weissfeld (* 1917), Schriftsteller
- Alfred Spieß (1919–2001), Leitender Oberstaatsanwalt, Leiter der Zentralstelle NRW für die Verfolgung von NS-Verbrechen und Ankläger in den Treblinka-Prozessen.
- Wilhelm Korff (1926–2019), römisch-katholischer Theologe
- Gerda Kratz (1926–2011), Bildhauerin
- Kurt Suchy (1926–2013), Physiker
- Renate Böschenstein-Schäfer (1933–2003), Literaturwissenschaftlerin
- Ursula A. J. Becher (1934–2023), Historikerin, Geschichtsdidaktikerin und Hochschullehrerin.
- Axel Hinrich Murken (* 1937), Medizinistoriker
- Wilhelm Simson (* 1938), Chemiker und Wirtschaftsmanager.
- Heinz Breloh (1940–2001), Bildhauer
- Oswald Schwemmer (* 1941), Hochschulprofessor für Philosophische Anthropologie und Kulturphilosophie
- Hans-Peter Feldmann (1941–2023), Konzeptkünstler
- Ulrike Piechota (1942–2024); Schriftstellerin
- Volker Krämer (1943–1999), Stern-Fotograf,[219] zusammen mit Gabriel Grüner im Kosovo erschossen
- Wolfgang Fuß (1945–2019), Politiker, Mitglied des Landtags von Schleswig-Holstein (2000–2005)
- Hans Wilhelm Alt (* 1945), Hochschulprofessor für angewandte Mathematik
- Hans-Joachim Hoppe (* 1945), Osteuropa-Experte
- Albert Statz (* 1946), Politologe, Mitglied des Abgeordnetenhauses von Berlin (1989–1990)
- Alfred Platow (* 1946), Kaufmann und Finanzberater
- Gerd Albrecht (* 1946), Prähistoriker
- Wolfgang Alt (* 1947), Hochschulprofessor für Mathematik und theoretische Biologie
- Hannes Böhringer (* 1948), Philosoph und Hochschullehrer
- Rudolf Hartung (1948–2020), Politiker, Juso-Bundesvorsitzender (1982–1984)
- Dick Städtler (* 1948), Musiker, Mitglied von Floh de Cologne
- Kurt U. Bertrams (* 1949), Verleger und Autor
- Ernst Hesse (* 1949), Bildhauer
- Ulrike Kuhlo (* 1949), Politikerin, Mitglied des Niedersächsischen Landtags (2003–2008)
- Wolfgang Meckelburg (* 1949), Mitglied des Deutschen Bundestages seit 1990
- Dorothee Reingardt (* 1949), Opernsängerin
- Horst Pukallus (* 1949), Schriftsteller
- Bernd Hackländer (1950–2001), Hörspielautor
- Wolfgang Krüger (* 1950), Politiker
- Thomas Luczak (* 1952), Architekt und Stadtplaner
- Wolfgang Vollmer (* 1952), Fotograf, Künstler, Dozent für Fotografie.
- Rahul Peter Das (* 1954), Asienkundiger
- Klaus-Jürgen Scherer (* 1956), Politologe
- Max Welch Guerra (* 1956), Stadtplaner
- Thomas Kling (1957–2005), Schriftsteller
- Holger Schaeben (* 1958), Autor
- Alex Majewski (* 1959), Foto- und Videokünstler
- Dal Martino (* 1959), Musiker
- Bernd Tischler (* 1959), Oberbürgermeister der Stadt Bottrop
- Giorgi Guraspaschwili (* 1959), Maler, Bildhauer
- Michael Ebert (* 1959), Fotograf
- Monika Brandmeier (* 1959), Bildhauerin
- Anne Bohnenkamp-Renken (* 1960), Literaturwissenschaftlerin und Hochschullehrerin
- Christian Petzold (* 1960), Regisseur
- Thomas Schaarschmidt (* 1960), Historiker
- Ingo Saenger (* 1961), Jurist und Hochschullehrer
- Peter Nitschke (1961–2024), Politikwissenschaftler
- Thomas Stiller (* 1961), Schauspieler, Drehbuchautor, Filmregisseur
- Betina Rieker (* 1962), Juristin und Präsidentin des Landesarbeitsgerichts Baden-Württemberg
- Claudia Schlottmann (* 1962), Landtagsabgeordnete
- Jörg Albracht (* 1963), Fußballtorhüter von Schalke 04 1995/96
- Torsten Heim (* 1963), Polizist, bekannt aus Toto & Harry
- Gudrun Marci-Boehncke (* 1963), Literaturwissenschaftlerin, Medienforscherin und Hochschullehrerin
- Jona Teichmann (* 1963), Journalistin und Programmdirektorin
- Kay Ganahl (* 1963), Sozialwissenschaftler
- Stefan Hüfner (* 1963), Musiker, Komponist, Arrangeur, Theaterleiter, Hochschullehrer
- Christopher Schmidt (1964–2017), Journalist, Theater- und Literaturkritiker
- Christoph Hillmann (* 1964), Jazzschlagzeuger und Perkussionist
- Jens Kleinert (* 1964), Hochschulprofessor für Sport- und Gesundheitspsychologie
- Apostolos Tsalastras (* 1964), Erster Beigeordneter und Kämmerer der Stadt Oberhausen
- Jörg Schönenborn (* 1964), Journalist, Fernsehmoderator und Programmdirektor
- Marcus Kretzer (* 1965), Pianist
- Ansgar Ohly (* 1965), Professor für Bürgerliches Recht, Recht des Geistigen Eigentums und Wettbewerbsrecht
- Oliver Pautsch (* 1965), Schriftsteller
- Dierk Raabe (* 1965), Professor der Werkstoffwissenschaften
- Daniel J. Schreiber (* 1965), Kunsthistoriker, Direktor des Museums der Phantasie in Bernried am Starnberger See
- Silke Wülfing (* 1965), Schauspielerin und Schreinerin
- Evelin Degen (* 1966), Flötistin
- Thorsten Uthmeier (* 1966), Prähistoriker und Hochschullehrer
- Dirk van den Berg (* 1966), Filmregisseur, Drehbuchautor und Filmproduzent
- Daniel Hagmann (* 1966), Historiker
- Lutz Meschke (* 1966), Vorstandsmitglied der Porsche AG
- Thomas Becker (* 1967), Kanute
- Helge Kautz (* 1967), Schriftsteller
- Astrid Mannes (* 1967), Historikerin, Autorin und Politikerin (CDU)
- Miriam Meckel (* 1967), Kommunikationswissenschaftlerin
- Johannes Schnocks (* 1967), katholischer Theologe
- Kathrin Rank (* 1967), Künstlerin
- Stephan Bieker (* 1968), Theater- und Fernsehschauspieler
- Kora Kimpel (* 1968), Designforscherin und Hochschullehrerin
- Knut Reinhardt (* 1968), ehemaliger Fußballspieler
- Markus Weske (* 1968), 2012–2022 Landtagsabgeordneter
- Lars Mathias Blank (* 1969), Ingenieur, Biologe und Hochschullehrer
- Philipp Meuser (* 1969), Architekt, Verleger und Hochschullehrer
- Michael Tarnat (* 1969), ehemaliger Fußballer von Hannover 96, früher FC Bayern München
- Andreas Beikirch (* 1970), Bahnrad- und Straßenradrennfahrer
- Ulrike Fauerbach (* 1970), Bauforscherin
- Thomas Imdahl (* 1970), Eishockeyspieler
- Jürgen Mittag (* 1970), Politikwissenschaftler und Historiker, Professor für Sportpolitik
- Claudia Urbschat-Mingues (* 1970), Schauspielerin
- Claudia Hauschildt-Buschberger (* 1970), Politikerin (Grüne)
- Corinna Mühlhausen (* 1970), Trendforscherin
- Sven Lorig (* 1971), Fernsehmoderator
- Michael Terhaag (* 1971), Jurist, Lehrbeauftragter für IT-Recht
- Miriam Vlaming (* 1971), Malerin
- Alessandro Nasini (* 1971), Medienmanager und Fernsehproduzent
- Marc Beutner (* 1971), Wirtschaftspädagoge
- Meral Thoms (* 1971), Politikerin, Landtagsabgeordnete
- Anabel Balkenhol (* 1972), Dressurreiterin
- Aleksandra Bechtel (* 1972), Fernsehmoderatorin
- Tim Rieniets (* 1972), Architekt und Stadtplaner
- Patrick Scheuß (* 1972), Jurist, Richter am Bundesgerichtshof
- Kerstin Jäckel-Engstfeld (* 1973), Journalistin, Pressesprecherin der Stadt Düsseldorf
- Andreas Rüsing (* 1973), Pianist, Komponist und Dirigent
- Philipp Wagner (* 1973), Biologe und Herpetologe, Kurator für Forschung und Artenschutz am Allwetterzoo Münster
- Manuela Klein (* 1974), Fernsehmoderatorin und Journalistin
- Sebastian Selke (* 1974), Fußballspieler und Torwarttrainer
- Alexander Frisch (* 1975), Fernsehmoderator und ehemaliger Bundesliga-Basketballspieler
- Aline Hochscheid (* 1976), Fernsehschauspielerin, Regisseurin und Drehbuchautorin
- Max von Pufendorf (* 1976), Theater- und Filmschauspieler
- Nina Laaf (* 1977), Bildhauerin
- Andreas Jancke (* 1978), Schauspieler
- Fabian Tobias (* 1978), Fernsehproduzent
- Stefan Tillmann (* 1979), Journalist und Bauchautor
- Birke J. Bertelsmeier (* 1981), Komponistin und Hochschullehrerin
- Laura Weider (* 1981), Musikerin
- Cornel Schäfer (* 1982), Filmproduzent
- Sabrina Stern, bürgerlich Sabrina Morawietz (* 1982), Schlagersängerin
- Silvio Morger (* 1984), Jazz-Schlagzeuger, Wilhelm-Fabry-Förderpreisträger
- Blumio (* 1985), Musiker
- Anna Kraft (* 1985), Fernsehmoderatorin
- Sanaa Koubaa (* 1985), Leichtathletin
- Arlen Konietz (* 1988), Schauspieler
- Amelie Klever (* 1994), Model
- Chris James (* 1995), Musiker
- Gareth Charles (* 1997), Schauspieler
- Julian Hanses (* 1997), Automobilrennfahrer
- Simon Rhein (* 1998), Fußballspieler
- Nico Kleemann (* 2002), Schauspieler und Kinderdarsteller

### Auszeichnungen und Ehrengaben
Der Stadtrat der Stadt Hilden verleiht an Auszeichnungen und Ehrengaben:
Die höchste Auszeichnung, die Hilden vergibt, ist der Ehrenpreis der Stadt Hilden. Er ist Ratsmitgliedern vorbehalten, die sich 40 Jahre im Rat der Stadt ehrenamtlich eingesetzt haben. Hervorragende Verdienste um die Stadt belohnt die Kommune mit dem Stadtwappenschild mit Fabricius-Medaille in Gold, Silber und Bronze. Der Fabriciusteller wird an Persönlichkeiten verliehen, die sich um das Wohl und das Ansehen der Stadt ganz besonders verdient gemacht haben. Mit dem Förderpreis Integration werden Personen geehrt, die im Besonderen dazu beigetragen haben, dass die Menschen, die in Hilden Schutz und Sicherheit suchen, Offenheit und Mitgefühl erfahren. Mit der Ehrenamtskarte werden besonders engagierte ehrenamtlich Tätige für den Einsatz für Andere ausgezeichnet.
Der nach dem in Hilden geborenen Chirurgen Wilhelm Fabry benannte Wilhelm-Fabry-Förderpreis fördert künstlerische Talente unterschiedlicher Sparten. Der Jugendkunstpreis fördert junge Kunstschaffende.